# Nati nel 1892
| Questa pagina contiene informazioni ricavate automaticamente dalle voci biografiche con l'ausilio del template Bio e di un bot. L'aggiornamento è periodico e automatico e ricostruisce completamente la pagina. Se manca una persona in questa lista, sei pregato di non aggiungerla, ma accertati piuttosto che la sua voce biografica contenga il template Bio e che i dati anagrafici siano correttamente compilati. Se il template Bio manca, inseriscilo tu stesso o, in alternativa, metti l'avviso {{tmp\|Bio}} che ne segnala la mancanza. Se i dati riportati sono sbagliati, correggi direttamente la voce biografica; le modifiche saranno visibili in questa lista entro pochi giorni. Per chiarimenti vedi il progetto biografie. La lista contiene solo le 1.369 persone che sono citate nell'enciclopedia e per le quali è stato implementato correttamente il template Bio. Pagina aggiornata al 18 ago 2025. |

## Gennaio(123)
- 1º gennaio - Mahidol Adulyadej, principe thailandese († 1929)
- 1º gennaio - Giulio Andreoli, matematico italiano († 1969)
- 1º gennaio - Henri Biard, militare e aviatore britannico († 1966)
- 1º gennaio - Guido Fanconi, pediatra svizzero († 1979)
- 1º gennaio - Raymond Greenleaf, attore statunitense († 1963)
- 1º gennaio - Lillian Lorraine, attrice statunitense († 1955)
- 1º gennaio - Gaetano Marino, rivoluzionario, anarchico e antifascista italiano († 1943)
- 1º gennaio - Boris Mirkine-Guetzévitch, costituzionalista russo († 1955)
- 1º gennaio - Ernest Peterly, calciatore svizzero († 1955)
- 1º gennaio - Artur Rodziński, direttore d'orchestra polacco († 1958)
- 1º gennaio - Manuel Roxas, politico filippino († 1948)
- 2 gennaio - Edoardo Agnelli, imprenditore e dirigente sportivo italiano († 1935)
- 2 gennaio - Luigi Brentani, avvocato e storico svizzero († 1962)
- 2 gennaio - Alfredo Graziani, militare e avvocato italiano († 1950)
- 2 gennaio - Seiichirō Kashio, tennista giapponese († 1962)
- 2 gennaio - Zoltán Lajos Meszlényi, vescovo cattolico ungherese († 1951)
- 2 gennaio - Giacomo Perticone, giurista e storico italiano († 1979)
- 2 gennaio - Ermenegildo Zegna, imprenditore e filantropo italiano († 1966)
- 2 gennaio - Georg Morgenstierne, linguista norvegese († 1978)
- 3 gennaio - Zoltán Blum, calciatore ungherese († 1959)
- 3 gennaio - Reginald Potts, ginnasta britannico († 1968)
- 3 gennaio - J. R. R. Tolkien, scrittore, filologo e glottoteta britannico († 1973)
- 3 gennaio - Elio Zorzi, giornalista italiano († 1955)
- 4 gennaio - Josef Altstötter, funzionario tedesco († 1979)
- 4 gennaio - Joseph Chelladurai Kumarappa, economista e attivista indiano († 1960)
- 5 gennaio - Francesca Bertini, attrice italiana († 1985)
- 5 gennaio - John Johnsen, nuotatore norvegese († 1984)
- 5 gennaio - Agnes von Kurowsky, infermiera statunitense († 1984)
- 5 gennaio - Viggo Malmqvist, calciatore danese († 1913)
- 5 gennaio - Silvio Ruberti, calciatore italiano
- 6 gennaio - Ludwig Berger, regista, sceneggiatore e attore tedesco († 1969)
- 6 gennaio - Stella Benson, scrittrice britannica († 1933)
- 7 gennaio - Masao Baba, generale giapponese († 1947)
- 7 gennaio - Giovanni Gallina, calciatore italiano († 1963)
- 7 gennaio - Jean Loubière, calciatore francese († 1915)
- 7 gennaio - Rudolf Moser, compositore svizzero († 1960)
- 7 gennaio - Percy Walker Nelles, ammiraglio canadese († 1951)
- 7 gennaio - Luigi Oggiano, politico e avvocato italiano († 1981)
- 8 gennaio - Achille Gama, calciatore, arbitro di calcio e allenatore di calcio italiano († 1958)
- 8 gennaio - Hans Kindler, violoncellista e direttore d'orchestra olandese († 1949)
- 8 gennaio - Giovanni Mardersteig, editore tedesco († 1977)
- 8 gennaio - Paul Vaillant-Couturier, scrittore, giornalista e politico francese († 1937)
- 9 gennaio - Eva Bowring, politica statunitense († 1985)
- 9 gennaio - Rubye De Remer, ballerina e attrice statunitense († 1984)
- 9 gennaio - Alberto Rio, calciatore portoghese († 1978)
- 9 gennaio - Paul Wartelle, ginnasta francese († 1974)
- 10 gennaio - Kornél Havasi, scacchista ungherese († 1945)
- 10 gennaio - Dumas Malone, storico statunitense († 1986)
- 10 gennaio - Ezio Villani, politico e partigiano italiano († 1955)
- 11 gennaio - Giacomo Fauser, ingegnere e chimico italiano († 1971)
- 11 gennaio - Francis Xavier Ford, vescovo cattolico e missionario statunitense († 1952)
- 11 gennaio - Eugenio Garza Sada, imprenditore messicano († 1973)
- 11 gennaio - Valeska Gert, ballerina, attrice e cabarettista tedesca († 1978)
- 11 gennaio - Mario Jannelli, avvocato e politico italiano († 1958)
- 11 gennaio - Carlo Toniatti, canottiere italiano († 1968)
- 12 gennaio - Michail Petrovič Kirponos, generale sovietico († 1941)
- 13 gennaio - Giuseppe Bignoli, circense italiano († 1939)
- 13 gennaio - Mohammad-Ali Jamalzadeh, scrittore e traduttore iraniano († 1997)
- 13 gennaio - Giorgio Rossi, scultore e pittore italiano († 1963)
- 13 gennaio - George Wilson, calciatore inglese († 1961)
- 14 gennaio - Paul Forell, calciatore tedesco († 1959)
- 14 gennaio - Attilio Marinoni, pilota automobilistico italiano († 1940)
- 14 gennaio - Martin Niemöller, teologo e pastore protestante tedesco († 1984)
- 14 gennaio - Herbert Prince, calciatore inglese († 1986)
- 14 gennaio - Hal Roach, regista e produttore cinematografico statunitense († 1992)
- 15 gennaio - Hobey Baker, hockeista su ghiaccio statunitense († 1918)
- 15 gennaio - William Beaudine, regista, attore e produttore cinematografico statunitense († 1970)
- 15 gennaio - Friedrich-Georg Eberhardt, generale tedesco († 1964)
- 15 gennaio - Rex Ingram, regista, sceneggiatore e produttore cinematografico irlandese († 1950)
- 15 gennaio - Samuel Knutzen, dirigente sportivo e calciatore norvegese († 1975)
- 15 gennaio - Amina Pirani Maggi, attrice italiana († 1979)
- 15 gennaio - Comunardo Morelli, politico italiano
- 15 gennaio - Jean du Plessis de Grenédan, dirigibilista francese († 1923)
- 15 gennaio - Nurija Pozderac, insegnante e politico bosniaco († 1943)
- 16 gennaio - Homer Burton Adkins, chimico statunitense († 1949)
- 16 gennaio - Carlo Capelli, calciatore italiano († 1957)
- 17 gennaio - Enrico Maria Chiappo, paroliere, compositore e editore italiano († 1961)
- 17 gennaio - Amedeo Mecozzi, generale e aviatore italiano († 1971)
- 17 gennaio - Bruno Misefari, anarchico, filosofo e poeta italiano († 1936)
- 17 gennaio - Thomas Mottershead, militare e aviatore britannico († 1917)
- 17 gennaio - James David Zellerbach, imprenditore e diplomatico statunitense († 1963)
- 18 gennaio - Henry Boardman Conover, ornitologo statunitense († 1950)
- 18 gennaio - Oliver Hardy, attore e comico statunitense († 1957)
- 19 gennaio - Mady Christians, attrice austriaca († 1951)
- 19 gennaio - Isaac Don Levine, giornalista e scrittore statunitense († 1981)
- 19 gennaio - Ólafur Thors, politico islandese († 1964)
- 20 gennaio - Giovanni Battista Campodonico, organista, compositore e presbitero italiano († 1958)
- 20 gennaio - Branislaŭ Taraškievič, linguista e politico bielorusso († 1938)
- 21 gennaio - Gisi Fleischmann, attivista e partigiana cecoslovacca († 1944)
- 21 gennaio - Vojtech Holesch, architetto slovacco († 1938)
- 22 gennaio - Ferruccio Capuzzo, militare e aviatore italiano († 1925)
- 22 gennaio - Marcel Dassault, pioniere dell'aviazione, ingegnere e imprenditore francese († 1986)
- 22 gennaio - Bəhruz Kəngərli, pittore azero († 1922)
- 22 gennaio - Cesare Rosasco, militare italiano († 1977)
- 22 gennaio - João Sassetti, schermidore portoghese († 1946)
- 23 gennaio - Paul Chandelier, calciatore francese († 1983)
- 24 gennaio - Franz Aigner, sollevatore austriaco († 1970)
- 24 gennaio - Pierre Picavet, ingegnere francese († 1973)
- 25 gennaio - Ercole Salvatore Aprigliano, pittore italiano († 1975)
- 25 gennaio - Jan Gawronski, diplomatico e scrittore polacco († 1983)
- 25 gennaio - Arkadij Dmitrievič Švecov, ingegnere sovietico († 1953)
- 25 gennaio - Kamilla Vasil'evna Trever, storica, numismatica e orientalista russa († 1974)
- 26 gennaio - Settimio Bruna, politico italiano († 1984)
- 26 gennaio - André Chotin, regista francese († 1954)
- 26 gennaio - Bessie Coleman, aviatrice statunitense († 1926)
- 26 gennaio - Zara Cully, attrice statunitense († 1978)
- 27 gennaio - Mehisti Hanim, ottomana († 1964)
- 27 gennaio - Elisabetta Francesca d'Asburgo-Lorena, nobile († 1930)
- 28 gennaio - Carlo Emilio Bonferroni, matematico italiano († 1960)
- 28 gennaio - Augusto Genina, regista, sceneggiatore e produttore cinematografico italiano († 1957)
- 28 gennaio - Fëdor Raskol'nikov, giornalista, politico e rivoluzionario russo († 1939)
- 28 gennaio - Ernst Lubitsch, regista, attore e sceneggiatore tedesco († 1947)
- 28 gennaio - Ivan Vladimirovič Tjulenev, generale sovietico († 1978)
- 28 gennaio - Luigi Visintin, geografo italiano († 1958)
- 29 gennaio - Clifford Gray, bobbista statunitense († 1968)
- 29 gennaio - Reinhard Sorge, scrittore e drammaturgo tedesco († 1916)
- 30 gennaio - Grigore Gafencu, diplomatico e politico rumeno († 1957)
- 30 gennaio - Friedrich Heiler, storico delle religioni, teologo e vescovo luterano tedesco († 1967)
- 30 gennaio - Oliver T. Marsh, direttore della fotografia statunitense († 1941)
- 30 gennaio - Mario Rizzatti, militare italiano († 1944)
- 31 gennaio - Heinrich Bongartz, militare e aviatore tedesco († 1946)
- 31 gennaio - Eddie Cantor, comico, attore e sceneggiatore statunitense († 1964)
- 31 gennaio - Ozaki Kihachi, poeta giapponese († 1974)

## Febbraio(111)
- 1º febbraio - Odone Belluzzi, ingegnere italiano († 1956)
- 1º febbraio - Giuseppe Corrias, militare italiano († 1970)
- 1º febbraio - Tibor Fazekas, nuotatore e pallanuotista ungherese († 1982)
- 1º febbraio - Alfredo Foglino, calciatore uruguaiano († 1968)
- 1º febbraio - Sigurd Rasmussen, calciatore norvegese († 1974)
- 1º febbraio - Yi Kwang-su, scrittore, giornalista e attivista sudcoreano († 1950)
- 1º febbraio - Sándor Ádám, nuotatore e pallanuotista ungherese
- 2 febbraio - Umberto Calcinai, rugbista a 15 e allenatore di rugby a 15 neozelandese († 1963)
- 2 febbraio - Cuno Hoffmeister, astronomo tedesco († 1968)
- 2 febbraio - Francesco Marzolo, ingegnere italiano († 1982)
- 3 febbraio - Benedetto Migliore, giornalista e critico letterario italiano († 1956)
- 3 febbraio - Juan Negrín, politico spagnolo († 1956)
- 3 febbraio - Eduard Ritter von Dostler, militare e aviatore tedesco († 1917)
- 4 febbraio - Ugo Betti, poeta e drammaturgo italiano († 1953)
- 4 febbraio - Costante Lussana, mezzofondista italiano († 1944)
- 4 febbraio - Oreste Mosca, giornalista e scrittore italiano († 1975)
- 4 febbraio - Andrés Nin, politico e antifascista spagnolo († 1937)
- 4 febbraio - Paul L. Stein, regista e sceneggiatore austriaco († 1951)
- 5 febbraio - Bernhard Andersen, calciatore danese († 1958)
- 5 febbraio - Shunji Isaki, ammiraglio giapponese († 1943)
- 5 febbraio - Merrill McCormick, attore statunitense († 1953)
- 5 febbraio - George Saiko, scrittore austriaco († 1962)
- 6 febbraio - Carl von Braitenberg, politico italiano († 1984)
- 6 febbraio - Ross Cuthbert, hockeista su ghiaccio britannico († 1971)
- 6 febbraio - Maximilian Fretter-Pico, generale tedesco († 1984)
- 6 febbraio - Guido Keller, aviatore italiano († 1929)
- 6 febbraio - William Parry Murphy, medico statunitense († 1978)
- 6 febbraio - Mario Scalesi, poeta e critico letterario italiano († 1922)
- 7 febbraio - Vasilij Butusov, calciatore russo († 1971)
- 7 febbraio - Karel Opočenský, scacchista cecoslovacco († 1975)
- 7 febbraio - Wilhelm Schmid, pittore svizzero († 1971)
- 8 febbraio - Luigi Bartolini, incisore, pittore e scrittore italiano († 1963)
- 8 febbraio - Mario Bergamo, politico e antifascista italiano († 1963)
- 8 febbraio - Ralph Chubb, poeta e tipografo britannico († 1960)
- 8 febbraio - Bruno Fortichiari, politico italiano († 1981)
- 8 febbraio - Esodo Pratelli, pittore e regista italiano († 1983)
- 8 febbraio - Elizabeth Ryan, tennista statunitense († 1979)
- 9 febbraio - Alfonso Maria Ferroni, missionario e vescovo cattolico italiano († 1966)
- 9 febbraio - Elpidio Jenco, poeta, docente e politico italiano († 1959)
- 9 febbraio - Eduard Nécsey, arcivescovo cattolico slovacco († 1968)
- 9 febbraio - Aristodemo Santamaria, calciatore italiano († 1974)
- 9 febbraio - Peggy Wood, attrice e cantante statunitense († 1978)
- 10 febbraio - Karl Arning, generale tedesco († 1964)
- 10 febbraio - Günther Blumentritt, generale tedesco († 1967)
- 10 febbraio - Jack Dawn, truccatore statunitense († 1961)
- 10 febbraio - Miklós Fekete, calciatore ungherese († 1913)
- 10 febbraio - Alan Hale, attore e regista statunitense († 1950)
- 10 febbraio - Ilmari Pernaja, ginnasta finlandese († 1963)
- 11 febbraio - Vera Esbøll, attrice danese († 1936)
- 11 febbraio - Mario Gorlier, generale italiano († 1956)
- 11 febbraio - Aldo Manna, politico italiano
- 12 febbraio - Chester Bennett, regista statunitense († 1943)
- 12 febbraio - Michele Camposarcuno, avvocato e politico italiano († 1978)
- 12 febbraio - Maria Del Rio, medico, scienziata e storica italiana († 1978)
- 12 febbraio - Gaston Giran, canottiere francese († 1944)
- 12 febbraio - Umberto Guglielmotti, giornalista, politico e aviatore italiano († 1976)
- 12 febbraio - Carlo Simoncini e Sady Serafini, militare sammarinese († 1916)
- 13 febbraio - Robert Houghwout Jackson, giudice e politico statunitense († 1954)
- 13 febbraio - Dora Menichelli, attrice e cantante italiana († 1993)
- 14 febbraio - Radola Gajda, politico e militare montenegrino († 1948)
- 14 febbraio - Charles Hines, attore e regista cinematografico statunitense († 1936)
- 14 febbraio - Costantino Oggianu, politico italiano († 1964)
- 14 febbraio - Tadeusz Pełczyński, generale polacco († 1985)
- 14 febbraio - Robert Henry Pfeiffer, assiriologo statunitense († 1958)
- 14 febbraio - Gino Sandri, pittore italiano († 1959)
- 15 febbraio - Louis Brody, attore tedesco († 1951)
- 15 febbraio - Emilio Decker, architetto italiano († 1967)
- 15 febbraio - James Vincent Forrestal, politico statunitense († 1949)
- 15 febbraio - Nickolas Muray, fotografo ungherese († 1965)
- 15 febbraio - Fausto Ricci, baritono italiano († 1964)
- 16 febbraio - Joaquín Anselmo María Albareda y Ramoneda, cardinale spagnolo († 1966)
- 16 febbraio - Carl Auen, attore tedesco († 1970)
- 16 febbraio - Armando Fizzarotti, regista, sceneggiatore e fotografo italiano († 1966)
- 16 febbraio - Irzio Luigi Magliacani, vescovo cattolico italiano († 1976)
- 16 febbraio - Sybill Morel, attrice tedesca († 1942)
- 16 febbraio - Gilbert Pratt, regista, sceneggiatore e attore statunitense († 1954)
- 16 febbraio - Ruggero Timeus, saggista e scrittore italiano († 1915)
- 17 febbraio - Pietro Ferraro, calciatore italiano († 1933)
- 17 febbraio - Maria Jacobini, attrice italiana († 1944)
- 17 febbraio - Poul Preben Jørgensen, ginnasta danese († 1973)
- 17 febbraio - Theodor Plievier, scrittore tedesco († 1955)
- 17 febbraio - Josyp Slipyj, cardinale e arcivescovo cattolico ucraino († 1984)
- 18 febbraio - Mario Baistrocchi, attore teatrale e militare italiano († 1917)
- 18 febbraio - Sante Dorigo, militare italiano († 1942)
- 18 febbraio - Matteo Gaudioso, scrittore, storico e politico italiano († 1985)
- 18 febbraio - Seien Shima, pittrice giapponese († 1970)
- 18 febbraio - Wendell Willkie, politico statunitense († 1944)
- 21 febbraio - Domenico De Bernardi, pittore italiano († 1963)
- 21 febbraio - Gustav Fehn, generale tedesco († 1945)
- 21 febbraio - Silvio Laurenti Rosa, regista e attore italiano († 1965)
- 21 febbraio - Harry Stack Sullivan, psichiatra e psicoanalista statunitense († 1949)
- 21 febbraio - Franciszek Szymczyk, pistard polacco († 1976)
- 22 febbraio - Edna St. Vincent Millay, poetessa statunitense († 1950)
- 23 febbraio - Agnes Smedley, giornalista e scrittrice statunitense († 1950)
- 24 febbraio - Eduardo Arolas, fisarmonicista, compositore e direttore d'orchestra argentino († 1924)
- 24 febbraio - Ruggero Maineri, calciatore e allenatore di calcio italiano († 1958)
- 24 febbraio - Maurice Monney-Bouton, canottiere francese († 1965)
- 25 febbraio - Heinrich Mechling, calciatore tedesco († 1976)
- 25 febbraio - Alberto della Ragione, ingegnere, mecenate e collezionista d'arte italiano († 1973)
- 26 febbraio - Sandro Collino, dirigente sportivo e calciatore italiano († 1918)
- 26 febbraio - Helge Ekroth, calciatore svedese († 1950)
- 27 febbraio - William Demarest, attore statunitense († 1983)
- 28 febbraio - Heihachirō Fukuda, artista giapponese († 1974)
- 28 febbraio - Roman Odzierzyński, politico polacco († 1975)
- 28 febbraio - Vittorio Parisi, cantante italiano († 1955)
- 29 febbraio - Arsène Alancourt, ciclista su strada francese († 1965)
- 29 febbraio - Vilmos Apor, vescovo cattolico ungherese († 1945)
- 29 febbraio - Leandro Arpinati, politico italiano († 1945)
- 29 febbraio - Gaetano Castelfranchi, ingegnere e fisico italiano († 1965)
- 29 febbraio - Augusta Savage, scultrice statunitense († 1962)
- 29 febbraio - Alberto Verdinois, militare italiano († 1915)

## Marzo(113)
- 1º marzo - Pierre Abraham, giornalista, saggista e critico letterario francese († 1974)
- 1º marzo - Ryūnosuke Akutagawa, scrittore e poeta giapponese († 1927)
- 1º marzo - Attilio Matricardi, generale e aviatore italiano († 1976)
- 2 marzo - Yoshiko Sugino, educatrice e stilista giapponese († 1978)
- 3 marzo - Maturino Blanchet, vescovo cattolico italiano († 1974)
- 3 marzo - Jeanne Kosnick-Kloss, artista tedesca († 1966)
- 4 marzo - Nikolaj Dmitrievič Kondrat'ev, economista sovietico († 1938)
- 4 marzo - Wykeham Cornwallis, II barone Cornwallis, ufficiale inglese († 1982)
- 5 marzo - Josef Römer, militare tedesco († 1944)
- 5 marzo - Giuseppe de Finetti, architetto e urbanista italiano († 1952)
- 6 marzo - Amedeo Agostini, matematico italiano († 1958)
- 6 marzo - Antonino Franzoni, militare italiano († 1936)
- 6 marzo - Antonio Payer, calciatore italiano
- 6 marzo - Pietro Sacchi, calciatore italiano († 1918)
- 7 marzo - Norman Gregg, oculista australiano († 1966)
- 7 marzo - Mario Pasqualillo, cantante italiano († 1973)
- 7 marzo - Cristoforo Pezzini, politico italiano († 1987)
- 7 marzo - James Smith, montatore statunitense († 1951)
- 8 marzo - Alessandro Cervellati, pittore, scrittore e illustratore italiano († 1974)
- 8 marzo - Omer Demeuldre, militare e aviatore francese († 1918)
- 8 marzo - Aleksandr Grigor'evič Červjakov, rivoluzionario e politico azero († 1937)
- 9 marzo - Italo Casini, bobbista italiano († 1937)
- 9 marzo - David Garnett, scrittore e editore britannico († 1981)
- 9 marzo - Gustav Holm, calciatore norvegese († 1971)
- 9 marzo - Walter Miller, attore statunitense († 1940)
- 9 marzo - Georges Pelletier-Doisy, generale e aviatore francese († 1953)
- 9 marzo - Frank Puglia, attore italiano († 1975)
- 9 marzo - Mátyás Rákosi, politico ungherese († 1971)
- 9 marzo - Vita Sackville-West, poetessa, scrittrice e botanica inglese († 1962)
- 9 marzo - Josef Weinheber, poeta austriaco († 1945)
- 10 marzo - Leda Gys, attrice italiana († 1957)
- 10 marzo - Arthur Honegger, compositore svizzero († 1955)
- 10 marzo - Gregory La Cava, regista, produttore cinematografico e sceneggiatore statunitense († 1952)
- 10 marzo - Eva Turner, soprano britannico († 1990)
- 11 marzo - Guglielmo Fornagiari, militare e aviatore italiano († 1956)
- 11 marzo - Lucien Levy, ingegnere elettrico francese († 1965)
- 11 marzo - Marina Petrovna Romanova, nobile russa († 1981)
- 11 marzo - Tadeusz Tański, ingegnere polacco († 1941)
- 11 marzo - Carlo Vigevani, calciatore italiano († 1917)
- 11 marzo - Morikazu Ōsugi, ammiraglio giapponese († 1948)
- 12 marzo - Felix Bressart, attore tedesco († 1949)
- 12 marzo - Dante Carnesecchi, anarchico italiano († 1921)
- 12 marzo - Sid Castle, allenatore di calcio e calciatore inglese († 1978)
- 12 marzo - Jacques Hannak, scrittore e giornalista austriaco († 1973)
- 12 marzo - George White, produttore teatrale statunitense († 1968)
- 13 marzo - Pedro Calomino, calciatore argentino († 1950)
- 14 marzo - Afrânio da Costa, tiratore a segno brasiliano († 1979)
- 14 marzo - Vladimir Borisovič Fejnberg, regista cinematografico sovietico († 1969)
- 15 marzo - Carlo Giartosio, ammiraglio italiano († 1955)
- 15 marzo - Adolf Kertész, calciatore ungherese († 1920)
- 15 marzo - Charles Nungesser, aviatore francese († 1927)
- 15 marzo - Lajos Reményi-Schneller, politico ungherese († 1946)
- 15 marzo - Alberto Salietti, pittore italiano († 1961)
- 16 marzo - Anna Dengel, medico e missionaria austriaca († 1980)
- 16 marzo - Amos Nattini, pittore italiano († 1985)
- 16 marzo - César Vallejo, poeta e scrittore peruviano († 1938)
- 16 marzo - Marian Zyndram-Kościałkowski, politico polacco († 1946)
- 17 marzo - Lidio Cipriani, antropologo, etnografo e esploratore italiano († 1962)
- 17 marzo - Sayed Darwish, cantante e compositore egiziano († 1923)
- 18 marzo - Robert P. T. Coffin, poeta e critico letterario statunitense († 1955)
- 18 marzo - Adolf Fleischmann, pittore tedesco († 1968)
- 18 marzo - Hans von Freden, militare e aviatore tedesco († 1919)
- 18 marzo - Prospero Freri, militare, aviatore e giavellottista italiano († 1965)
- 18 marzo - Hjalmar Siilasvuo, generale finlandese († 1947)
- 18 marzo - Edith Storey, attrice statunitense († 1967)
- 18 marzo - Enrico Verde, ciclista su strada italiano († 1949)
- 19 marzo - Hermann von Witzleben, generale tedesco († 1976)
- 20 marzo - Ludwig Crüwell, generale tedesco († 1958)
- 20 marzo - Vincenzo Cuccia, schermidore italiano († 1979)
- 20 marzo - Menotti Del Picchia, poeta, scrittore e pittore brasiliano († 1988)
- 20 marzo - Luigi Oggioni, magistrato italiano († 1979)
- 20 marzo - Pedro Olivieri, allenatore di calcio uruguaiano
- 21 marzo - Ettore Ovazza, banchiere, imprenditore e saggista italiano († 1943)
- 22 marzo - Johannes Frießner, generale tedesco († 1971)
- 22 marzo - Edith Mason, soprano statunitense († 1973)
- 22 marzo - Karel Poláček, scrittore ceco († 1945)
- 22 marzo - Jacob Weiseborn, ufficiale tedesco († 1939)
- 23 marzo - Lionello Caffaratti, militare e aviatore italiano († 1916)
- 23 marzo - Ulrich Kleemann, generale tedesco († 1963)
- 23 marzo - Walter Krüger, generale tedesco († 1973)
- 24 marzo - Kōsō Abe, ammiraglio giapponese († 1947)
- 24 marzo - Marston Morse, matematico statunitense († 1977)
- 24 marzo - Aleksej Dmitrievič Popov, regista cinematografico russo († 1961)
- 24 marzo - William Raeside, allenatore di calcio scozzese († 1964)
- 24 marzo - Vladimir Stojčev, generale e dirigente sportivo bulgaro († 1990)
- 25 marzo - Andy Clyde, attore statunitense († 1967)
- 25 marzo - Emil Gröner, allenatore di calcio e calciatore tedesco († 1944)
- 25 marzo - Violet Horner, attrice statunitense († 1970)
- 25 marzo - Abraham Kupchik, scacchista statunitense († 1970)
- 25 marzo - Felix Schwalbe, generale tedesco († 1974)
- 25 marzo - Luigi Zoni, aviatore e militare italiano († 1917)
- 26 marzo - Filippo Del Giudice, produttore cinematografico italiano († 1962)
- 26 marzo - Paul Douglas, economista e politico statunitense († 1976)
- 27 marzo - Alberto Bayo, generale, scrittore e poeta cubano († 1967)
- 27 marzo - Ferde Grofé, compositore e musicista statunitense († 1972)
- 27 marzo - Friedrich-August Schack, generale tedesco († 1968)
- 28 marzo - James Vincenzo Capone, militare italiano († 1952)
- 28 marzo - Homer Hasenpflug Dubs, sinologo e storico statunitense († 1969)
- 28 marzo - Corneille Jean François Heymans, medico e farmacologo belga († 1968)
- 29 marzo - József Mindszenty, cardinale e arcivescovo cattolico ungherese († 1975)
- 29 marzo - Caridad Mercader, guerrigliera spagnola († 1975)
- 30 marzo - Stefan Banach, matematico polacco († 1945)
- 30 marzo - Fortunato Depero, pittore, scultore e designer italiano († 1960)
- 30 marzo - Erhard Milch, generale tedesco († 1972)
- 30 marzo - Erwin Panofsky, storico dell'arte e saggista tedesco († 1968)
- 30 marzo - Johannes Pääsuke, fotografo, regista e direttore della fotografia estone († 1918)
- 30 marzo - Sidney Souers, militare e politico statunitense († 1973)
- 31 marzo - Mignon Anderson, attrice statunitense († 1983)
- 31 marzo - Stanisław Maczek, generale polacco († 1994)
- 31 marzo - Primo Magnani, pistard italiano († 1969)
- 31 marzo - Doro Merande, attrice statunitense († 1975)
- 31 marzo - Mario Muzzarini, politico italiano († 1965)
- 31 marzo - Giuseppe Viggiani, pittore, scrittore e traduttore italiano († 1962)

## Aprile(117)
- 1º aprile - Ludwig Gaim, aviatore tedesco († 1979)
- 1º aprile - Daniel Masclet, fotografo francese († 1969)
- 1º aprile - Carlo Tiengo, avvocato e prefetto italiano († 1945)
- 1º aprile - Renato Zanelli, baritono e tenore cileno († 1935)
- 2 aprile - Robert Eyssen, ammiraglio tedesco († 1960)
- 2 aprile - Maurice Sandoz, scrittore svizzero († 1958)
- 3 aprile - Henri Viallemonteil, calciatore francese († 1937)
- 4 aprile - Romolo Balzani, cantautore e attore italiano († 1962)
- 4 aprile - Esther Howard, attrice statunitense († 1965)
- 4 aprile - Charles Christian Lauritsen, fisico danese († 1968)
- 4 aprile - Virgílio Maurício, pittore, scrittore e critico d'arte brasiliano († 1937)
- 4 aprile - Italo Mus, pittore italiano († 1967)
- 4 aprile - Ervino Pocar, germanista e traduttore italiano († 1981)
- 4 aprile - Gioacchino Quarello, politico italiano († 1966)
- 4 aprile - Karl Wilhelm Reinmuth, astronomo tedesco († 1979)
- 4 aprile - Cyril Smith, attore scozzese († 1963)
- 4 aprile - Edith Södergran, poetessa finlandese († 1923)
- 5 aprile - Ray Bonney, hockeista su ghiaccio statunitense († 1964)
- 5 aprile - Roberto Maretto, aviatore italiano († 1942)
- 5 aprile - Hans von Keudell, militare e aviatore tedesco († 1917)
- 6 aprile - Kurt Brasack, generale tedesco († 1978)
- 6 aprile - Giacomo Camillo De Carlo, ufficiale, aviatore e diplomatico italiano († 1968)
- 6 aprile - Donald Wills Douglas, imprenditore e aviatore statunitense († 1981)
- 6 aprile - Gregorio Morisciano, politico italiano
- 6 aprile - Lowell Thomas, scrittore, attore e sceneggiatore statunitense († 1981)
- 6 aprile - Göte Turesson, botanico svedese († 1970)
- 6 aprile - Jaap van Leeuwen, partigiano e attivista olandese († 1978)
- 7 aprile - Maria Fein, attrice austriaca († 1965)
- 7 aprile - Julius Hirsch, calciatore tedesco († 1943)
- 8 aprile - Rose McConnell Long, politica statunitense († 1970)
- 8 aprile - Richard Neutra, architetto austriaco († 1970)
- 8 aprile - Mary Pickford, attrice e produttrice cinematografica canadese († 1979)
- 8 aprile - Rosemary Theby, attrice statunitense († 1973)
- 9 aprile - Giuseppe Mozzanica, scultore italiano († 1983)
- 10 aprile - Francisco Mosso, calciatore argentino († 1951)
- 10 aprile - Dolores Prato, scrittrice e poetessa italiana († 1983)
- 10 aprile - Victor de Sabata, direttore d'orchestra e compositore italiano († 1967)
- 11 aprile - Ettore Bozzoli, pittore italiano († 1972)
- 11 aprile - Cecil Harcourt, ammiraglio britannico († 1959)
- 11 aprile - Isacco Mariani, pilota motociclistico italiano († 1925)
- 11 aprile - Mithuben Petit, attivista indiana († 1973)
- 11 aprile - Ignazio Salaris, militare italiano († 1916)
- 11 aprile - Luigi Sommariva, militare e aviatore italiano († 1918)
- 11 aprile - Jan Vaník, calciatore cecoslovacco († 1950)
- 12 aprile - Henry Darger, scrittore e illustratore statunitense († 1973)
- 12 aprile - Johnny Dodds, clarinettista statunitense († 1940)
- 12 aprile - Irene Minghini Cattaneo, mezzosoprano italiano († 1944)
- 12 aprile - Ettore Sottsass, architetto italiano († 1953)
- 13 aprile - Arthur Harris, generale britannico († 1984)
- 13 aprile - Robert Watson-Watt, inventore britannico († 1973)
- 14 aprile - Juan Belmonte, torero spagnolo († 1962)
- 14 aprile - George Cehanovsky, baritono statunitense († 1986)
- 14 aprile - Giorgio Cesana, canottiere italiano († 1967)
- 14 aprile - Vere Gordon Childe, archeologo australiano († 1957)
- 14 aprile - Giuseppe Frignani, banchiere, dirigente d'azienda e politico italiano († 1970)
- 14 aprile - Czesław Młot-Fijałkowski, generale polacco († 1944)
- 14 aprile - Giovanni Luigi Satta, militare italiano († 1962)
- 14 aprile - Claire Windsor, attrice statunitense († 1973)
- 15 aprile - Carlo Croce, militare e partigiano italiano († 1944)
- 15 aprile - Christopher Draper, aviatore, militare e attore britannico († 1979)
- 15 aprile - Joseph-Charles Lefèbvre, cardinale e arcivescovo cattolico francese († 1973)
- 15 aprile - Theodor Osterkamp, generale e aviatore tedesco († 1975)
- 15 aprile - Manuel Quiroga, violinista spagnolo († 1961)
- 15 aprile - Trygve Smith, calciatore norvegese († 1963)
- 15 aprile - Cesare Zerba, cardinale italiano († 1973)
- 15 aprile - Corrie ten Boom, orologiaia e scrittrice olandese († 1983)
- 16 aprile - Riziero Fantini, operaio e anarchico italiano († 1943)
- 16 aprile - Ferenc Kiss, attore ungherese († 1978)
- 17 aprile - Albert Eloy, calciatore francese († 1947)
- 17 aprile - Jenő Hégner-Tóth, nuotatore e pallanuotista ungherese († 1915)
- 18 aprile - Bolesław Bierut, sindacalista e politico polacco († 1956)
- 18 aprile - Giovanni Battista De Gasperi, geografo, geologo e speleologo italiano († 1916)
- 18 aprile - Eugene Houdry, ingegnere meccanico e inventore francese († 1962)
- 18 aprile - Seth Lundell, micologo svedese († 1966)
- 19 aprile - Nikita Chromov, calciatore russo († 1934)
- 19 aprile - Grigorij Abramovič Šajn, astrofisico sovietico († 1956)
- 19 aprile - Harry Sørensen, ginnasta danese († 1963)
- 19 aprile - Germaine Tailleferre, compositrice francese († 1983)
- 19 aprile - Hans Weiss, militare e aviatore tedesco († 1918)
- 21 aprile - Walter Wessel, generale tedesco († 1943)
- 22 aprile - Donato Abbatángelo, calciatore argentino
- 22 aprile - Isabelle Blume, politica belga († 1975)
- 22 aprile - Teofilo Fontana, politico italiano († 1962)
- 22 aprile - Gyula Neukomm, compositore di scacchi ungherese († 1957)
- 22 aprile - Nikolaj Borisovič Obukov, compositore russo († 1954)
- 22 aprile - Georg Schneider, calciatore tedesco († 1961)
- 22 aprile - Tullio Tamburini, militare italiano († 1957)
- 23 aprile - Lutz Heck, zoologo e biologo tedesco († 1983)
- 23 aprile - Richard Huelsenbeck, scrittore tedesco († 1974)
- 23 aprile - Ortensio Pierantozzi, politico italiano († 1980)
- 23 aprile - Pietro Rainero, militare italiano († 1915)
- 23 aprile - Massimo Terzano, direttore della fotografia italiano († 1947)
- 24 aprile - Luigi Costigliolo, ginnasta italiano († 1939)
- 24 aprile - Jack Hulbert, attore e scrittore inglese († 1978)
- 24 aprile - Albert Mayer, militare tedesco († 1914)
- 24 aprile - Herbert Smart, calciatore inglese († 1951)
- 25 aprile - Ola Cohn, scultrice e scrittrice australiana († 1964)
- 25 aprile - Karl Heinlein, calciatore austriaco († 1960)
- 25 aprile - Sadaichi Matsunaga, ammiraglio giapponese († 1965)
- 25 aprile - Giuseppe Maria Palatucci, vescovo cattolico italiano († 1961)
- 25 aprile - Gianni Widmer, pioniere dell'aviazione austro-ungarico († 1971)
- 26 aprile - Florence Austral, soprano australiano († 1968)
- 26 aprile - Richard L. Conolly, ammiraglio statunitense († 1962)
- 26 aprile - Adrienne Monnier, scrittrice, editrice e poetessa francese († 1955)
- 26 aprile - Étienne Souriau, filosofo francese († 1979)
- 27 aprile - Bjarne Johnsen, ginnasta norvegese († 1984)
- 27 aprile - Raizō Tanaka, ammiraglio giapponese († 1969)
- 28 aprile - Enrico Damiani, slavista e traduttore italiano († 1953)
- 28 aprile - John Jacob Niles, musicista, cantautore e compositore statunitense († 1980)
- 28 aprile - Frank Scully, giornalista e scrittore statunitense († 1964)
- 28 aprile - Luigi Varanini, militare italiano († 1914)
- 29 aprile - Henri Bard, calciatore francese († 1951)
- 29 aprile - Salvatore Principato, antifascista italiano († 1944)
- 29 aprile - Mario Scrivano, calciatore italiano († 1970)
- 30 aprile - Mildred Bright, attrice statunitense († 1967)
- 30 aprile - Carol Holloway, attrice statunitense († 1979)
- 30 aprile - Armin Meili, architetto e politico svizzero († 1981)

## Maggio(103)
- 1º maggio - Giovanni Vittorio Amoretti, germanista italiano († 1988)
- 1º maggio - Betty Ross Clarke, attrice statunitense († 1970)
- 1º maggio - Artturi Nyyssönen, calciatore finlandese († 1973)
- 2 maggio - Pierre Chayriguès, allenatore di calcio e calciatore francese († 1965)
- 2 maggio - Trude Hesterberg, attrice tedesca († 1967)
- 2 maggio - Vadal Peterson, allenatore di pallacanestro statunitense († 1976)
- 2 maggio - Manfred von Richthofen, aviatore e ufficiale tedesco († 1918)
- 2 maggio - Oten Shimokawa, fumettista e animatore giapponese († 1973)
- 3 maggio - Blaine Sexton, hockeista su ghiaccio britannico († 1966)
- 3 maggio - George Paget Thomson, fisico britannico († 1975)
- 5 maggio - Dorothy Garrod, archeologa britannica († 1968)
- 5 maggio - Biagio Petrocelli, giurista italiano († 1976)
- 5 maggio - Rajarsi Janakananda, imprenditore, economista e filantropo statunitense († 1955)
- 6 maggio - Giulia Bonarelli, medico italiano († 1936)
- 6 maggio - Ernst Eikhof, calciatore tedesco († 1978)
- 7 maggio - Hermann Breith, generale tedesco († 1964)
- 7 maggio - Giulio Cisari, illustratore italiano († 1979)
- 7 maggio - Enzo Gainotti, attore italiano († 1962)
- 7 maggio - Archibald MacLeish, poeta e drammaturgo statunitense († 1982)
- 7 maggio - Ivan Šubašić, politico jugoslavo († 1955)
- 7 maggio - Josip Broz Tito, politico, rivoluzionario e militare jugoslavo († 1980)
- 8 maggio - Santi Galimberti, politico italiano († 1967)
- 8 maggio - Arnold Hauser, storico dell'arte ungherese († 1978)
- 8 maggio - André Obey, commediografo, scrittore e giornalista francese († 1975)
- 8 maggio - Joseph Pearman, marciatore statunitense († 1961)
- 8 maggio - Adriaan Pelt, giornalista e diplomatico olandese († 1981)
- 8 maggio - Stanisław Sosabowski, generale polacco († 1967)
- 9 maggio - Zita di Borbone-Parma, imperatrice austriaca († 1989)
- 9 maggio - Jean De Bie, calciatore belga († 1961)
- 9 maggio - Luigi Del Bianco, scultore italiano († 1969)
- 9 maggio - Torkel Trædal, calciatore norvegese († 1979)
- 9 maggio - Frederick Voigt, giornalista inglese († 1957)
- 9 maggio - Walter Max Zimmermann, biologo e botanico tedesco († 1980)
- 10 maggio - Giuseppe Tacchella, matematico italiano († 1935)
- 11 maggio - Shintarō Hashimoto, ammiraglio giapponese († 1945)
- 11 maggio - Margaret Rutherford, attrice britannica († 1972)
- 11 maggio - Angelo Spanio, politico e medico italiano († 1976)
- 12 maggio - Pietro Ferrero, sindacalista e anarchico italiano († 1922)
- 12 maggio - Fritz Kortner, attore, regista e sceneggiatore austriaco († 1970)
- 12 maggio - Corrado Mazzoni, militare italiano († 1917)
- 12 maggio - Biagio Mercadante, pittore italiano († 1971)
- 13 maggio - Gioacchino Alemagna, pasticciere e imprenditore italiano († 1974)
- 14 maggio - Kaarlo Mäkinen, lottatore finlandese († 1980)
- 14 maggio - Cesare Rossi, generale italiano († 1945)
- 15 maggio - André Luguet, attore, regista e sceneggiatore francese († 1979)
- 15 maggio - Shigeyoshi Miwa, ammiraglio giapponese († 1959)
- 15 maggio - Jimmy Wilde, pugile britannico († 1969)
- 16 maggio - Richard Byrd, discobolo, altista e lunghista statunitense († 1958)
- 16 maggio - Manton S. Eddy, generale statunitense († 1962)
- 16 maggio - Osgood Perkins, attore statunitense († 1937)
- 16 maggio - Dietrich von Saucken, generale tedesco († 1980)
- 16 maggio - Giovanni Tiella, architetto italiano († 1961)
- 17 maggio - Jessie Kite, ginnasta britannica († 1958)
- 17 maggio - Alfonso Orlando, mezzofondista e attore italiano († 1969)
- 17 maggio - Fazlollah Zahedi, politico e generale iraniano († 1963)
- 18 maggio - Milutin Bojić, poeta, drammaturgo e critico letterario serbo († 1917)
- 18 maggio - John Bernard Croak, militare canadese († 1918)
- 18 maggio - Ezio Pinza, basso italiano († 1957)
- 18 maggio - Fritz Semb-Thorstvedt, calciatore norvegese († 1975)
- 19 maggio - Araldo di Crollalanza, giornalista e politico italiano († 1986)
- 19 maggio - Pops Foster, musicista statunitense († 1969)
- 19 maggio - Wilhelm Lützow, nuotatore tedesco († 1915)
- 20 maggio - Harry Jacob Anslinger, funzionario e diplomatico statunitense († 1975)
- 21 maggio - James Masters, calciatore australiano († 1955)
- 22 maggio - Juan Calvo Domenech, attore spagnolo († 1962)
- 22 maggio - Alfonsina Storni, poetessa, drammaturga e giornalista svizzera († 1938)
- 23 maggio - Rafael Moreno Aranzadi, calciatore spagnolo († 1922)
- 23 maggio - Hans Dülfer, alpinista tedesco († 1915)
- 23 maggio - Orazio Lupis, generale italiano († 1962)
- 23 maggio - Albert Spencer, VII conte Spencer, nobile inglese († 1975)
- 23 maggio - Alfred Steux, ciclista su strada belga († 1934)
- 24 maggio - Jean Hilarion, ciclista su strada francese († 1926)
- 24 maggio - Olaf Ingebrigtsen, ginnasta norvegese († 1971)
- 24 maggio - Ugo Luca, generale italiano († 1967)
- 24 maggio - Richard von Schwerin, generale tedesco († 1951)
- 25 maggio - Giuseppe Bardellini, politico italiano († 1981)
- 25 maggio - Antimo Panico, militare italiano († 1917)
- 26 maggio - Maurice Bennett Flynn, attore statunitense († 1959)
- 27 maggio - Artur Berger, scenografo, regista e sceneggiatore austriaco († 1981)
- 28 maggio - Giuseppe Cobolli Gigli, politico italiano († 1987)
- 28 maggio - Josef Dietrich, generale tedesco († 1966)
- 28 maggio - Biagio Goggio, calciatore italiano († 1915)
- 28 maggio - Minna Gombell, attrice statunitense († 1973)
- 29 maggio - Carlo Ederle, militare italiano († 1917)
- 29 maggio - Mario Massa, nuotatore italiano († 1956)
- 30 maggio - Fernando Amorsolo, pittore filippino († 1972)
- 30 maggio - Stefano Bellandi, arbitro di calcio, arbitro di rugby a 15 e dirigente sportivo italiano († 1964)
- 30 maggio - Russ Brown, attore statunitense († 1964)
- 30 maggio - Roberto Caselli, calciatore italiano († 1962)
- 30 maggio - Eliyahu Eliezer Dessler, rabbino, filosofo e educatore lettone († 1953)
- 30 maggio - Guido Dorso, politico italiano († 1947)
- 30 maggio - Guido Gatti, giornalista, critico musicale e musicologo italiano († 1973)
- 30 maggio - John Stumar, direttore della fotografia ungherese († 1962)
- 30 maggio - Kaarlo Vähämäki, ginnasta finlandese († 1984)
- 31 maggio - Ambarcum Ivanovič Bek-Nazarov, regista cinematografico sovietico († 1965)
- 31 maggio - Louis Fourestier, direttore d'orchestra, compositore e docente francese († 1976)
- 31 maggio - Michel Kikoine, pittore francese († 1968)
- 31 maggio - Napoleone Martinuzzi, scultore, artista e imprenditore italiano († 1977)
- 31 maggio - Erich Neumann, politico tedesco († 1951)
- 31 maggio - Konstantin Georgievič Paustovskij, scrittore sovietico († 1968)
- 31 maggio - Andreas Rohracher, arcivescovo cattolico austriaco († 1976)
- 31 maggio - Gregor Strasser, politico tedesco († 1934)
- 31 maggio - Jan van der Wiel, schermidore olandese († 1962)

## Giugno(101)
- 1º giugno - Valerija Barsova, soprano sovietico († 1967)
- 1º giugno - Rodolfo De Mori, atleta e militare italiano († 1915)
- 1º giugno - Amānullāh Khān, sovrano afghano († 1960)
- 1º giugno - Harry Mallin, pugile britannico († 1969)
- 1º giugno - Hironori Ōtsuka, maestro di karate giapponese († 1982)
- 1º giugno - Raffaele Paolucci, militare, politico e medico italiano († 1958)
- 1º giugno - Píndaro, calciatore e allenatore di calcio brasiliano († 1965)
- 3 giugno - Giovanni Battista Traverso, calciatore e allenatore di calcio italiano
- 4 giugno - Andrea De Pino, giornalista e attore italiano († 1966)
- 4 giugno - Willem Driebergen, schermidore olandese († 1965)
- 4 giugno - Moisej Jakovlevič Ginzburg, architetto sovietico († 1946)
- 4 giugno - Augusto Marcacci, attore e doppiatore italiano († 1969)
- 5 giugno - Alfredo Cotani, politico, partigiano e sindacalista italiano († 1952)
- 5 giugno - Jaan Kikkas, sollevatore estone († 1944)
- 6 giugno - Guido Cadorin, pittore italiano († 1976)
- 6 giugno - Leon Kozłowski, archeologo e politico polacco († 1944)
- 6 giugno - Johanna Piesch, bibliotecaria, fisica e matematica austriaca († 1992)
- 7 giugno - Gertrud Bing, storica dell'arte tedesca († 1964)
- 7 giugno - Giorgio Alessandro Conighi, ingegnere e vigile del fuoco italiano († 1977)
- 7 giugno - Gaetano Del Pezzo, calciatore, dirigente sportivo e arbitro di calcio italiano († 1970)
- 7 giugno - Mikuláš Jordán, pittore slovacco († 1977)
- 7 giugno - Herbert Taylor, nuotatore e pallanuotista statunitense († 1965)
- 8 giugno - Giuseppe Campari, pilota automobilistico italiano († 1933)
- 8 giugno - Władysław Jan Kalkus, generale e aviatore polacco († 1945)
- 8 giugno - Bruno Pontremoli, imprenditore, ingegnere e ufficiale italiano († 1968)
- 9 giugno - Bruno Corra, scrittore e sceneggiatore italiano († 1976)
- 9 giugno - Willem van Rekum, tiratore di fune olandese († 1961)
- 9 giugno - Bruno Torquati, editore e funzionario italiano
- 10 giugno - Henry Macintosh, velocista britannico († 1918)
- 11 giugno - Giuseppe Andreoli, generale italiano († 1945)
- 12 giugno - Djuna Barnes, scrittrice, illustratrice e giornalista statunitense († 1982)
- 12 giugno - Ferdinand Schörner, generale tedesco († 1973)
- 13 giugno - Basil Rathbone, attore britannico († 1967)
- 13 giugno - Mirsaid Sultan-Galiev, giornalista e rivoluzionario russo († 1940)
- 14 giugno - Ernst Penzoldt, scrittore e artista tedesco († 1955)
- 14 giugno - Attilio Piccioni, politico italiano († 1976)
- 15 giugno - Clifford McLaglen, attore britannico († 1978)
- 15 giugno - Eddie Mosscrop, calciatore inglese († 1980)
- 15 giugno - Keith Park, aviatore e generale neozelandese († 1975)
- 16 giugno - Georges Géronimi, calciatore francese († 1994)
- 16 giugno - Lupino Lane, attore e regista inglese († 1959)
- 16 giugno - Raymond Rubicam, pubblicitario statunitense († 1978)
- 16 giugno - Edgar Röhricht, generale tedesco († 1967)
- 17 giugno - Pasquale Platania, scultore italiano († 1965)
- 17 giugno - Ron Rawson, pugile britannico († 1952)
- 17 giugno - Memo Vagaggini, pittore e illustratore italiano († 1955)
- 18 giugno - Janko Borodáč, attore, regista teatrale e traduttore slovacco († 1964)
- 18 giugno - Victor Fontan, ciclista su strada francese († 1982)
- 18 giugno - George Harrison, calciatore inglese († 1939)
- 18 giugno - Eduard Steuermann, pianista e compositore austriaco († 1964)
- 19 giugno - Sidney Cottle, aviatore sudafricano († 1967)
- 19 giugno - Thérèse Tréfouël, biochimica francese († 1978)
- 20 giugno - Scott R. Dunlap, produttore cinematografico, regista e attore statunitense († 1970)
- 20 giugno - Pёtr Petrovič Malachov, regista cinematografico sovietico († 1962)
- 20 giugno - Mario Martucci, generale e aviatore italiano († 1933)
- 20 giugno - Marcellus Schiffer, grafico, pittore e librettista tedesco († 1932)
- 21 giugno - Willie McStay, calciatore scozzese († 1960)
- 21 giugno - Reinhold Niebuhr, teologo statunitense († 1971)
- 21 giugno - Renato Prunas, diplomatico italiano († 1951)
- 21 giugno - Guido Trento, attore italiano († 1957)
- 22 giugno - Valerio Arri, maratoneta italiano († 1970)
- 22 giugno - Ludwig Bäte, scrittore, poeta e traduttore tedesco († 1977)
- 22 giugno - Robert Ritter von Greim, generale e aviatore tedesco († 1945)
- 22 giugno - Giuseppe Piegari, politico italiano († 1975)
- 22 giugno - Emil Telmányi, violinista, insegnante e direttore d'orchestra ungherese († 1988)
- 23 giugno - Edmund Cobb, attore statunitense († 1974)
- 23 giugno - Mieczysław Horszowski, pianista polacco († 1993)
- 23 giugno - Abel Kiviat, mezzofondista statunitense († 1991)
- 23 giugno - Sandra Milowanoff, attrice russa († 1957)
- 23 giugno - Adrien Rougier, compositore, direttore d'orchestra e organaro francese († 1984)
- 23 giugno - John Seitz, direttore della fotografia statunitense († 1979)
- 23 giugno - João de Souza Mendes, scacchista brasiliano († 1969)
- 24 giugno - Gregor Ebner, poliziotto e medico tedesco († 1974)
- 24 giugno - Giovanni Host-Venturi, politico, storico e generale italiano († 1980)
- 24 giugno - Agostino Lanfranchi, skeletonista e bobbista italiano († 1963)
- 25 giugno - Guido Cavalli, calciatore e dirigente sportivo italiano
- 25 giugno - Katherine K. Davis, compositrice, paroliera e insegnante statunitense († 1980)
- 25 giugno - Shirō Ishii, criminale di guerra, microbiologo e generale giapponese († 1959)
- 26 giugno - Pearl S. Buck, scrittrice, giornalista e filantropa statunitense († 1973)
- 26 giugno - Neal Burns, attore e regista statunitense († 1969)
- 26 giugno - Aldo Ferrabino, storico, filosofo e bibliotecario italiano († 1972)
- 26 giugno - Carlo Alberto Pasolini, militare italiano († 1958)
- 27 giugno - Paul Colin, pubblicitario francese († 1985)
- 27 giugno - Cesare Darby, militare e aviatore italiano
- 27 giugno - Robert Ellis, attore, sceneggiatore e regista statunitense († 1974)
- 27 giugno - Jaroslav Krejčí, avvocato e politico cecoslovacco († 1956)
- 27 giugno - Erich Köhler, politico tedesco († 1958)
- 27 giugno - Greta Schröder, attrice tedesca († 1980)
- 28 giugno - Eduardo Bianco, compositore, violinista e direttore d'orchestra argentino († 1959)
- 28 giugno - Edward Carr, storico, giornalista e diplomatico britannico († 1982)
- 28 giugno - Mario Castagneri, fotografo e restauratore italiano († 1940)
- 29 giugno - Umberto Fraccacreta, poeta italiano († 1947)
- 29 giugno - Jalmari Holopainen, calciatore finlandese († 1954)
- 30 giugno - Pierre Blanchar, attore e regista francese († 1963)
- 30 giugno - Mario Giumanini, dirigente sportivo e calciatore italiano († 1967)
- 30 giugno - Franz Hein, chimico tedesco († 1976)
- 30 giugno - Stratis Myrivilis, scrittore greco († 1969)
- 30 giugno - Oswald Pohl, generale tedesco († 1951)
- 30 giugno - Oddo Stocco, presbitero italiano († 1958)
- 30 giugno - Armand Swartenbroeks, calciatore belga († 1980)
- 30 giugno - Pál Szalay, velocista, lunghista e allenatore di calcio ungherese

## Luglio(113)
- 1º luglio - James M. Cain, scrittore, giornalista e sceneggiatore statunitense († 1977)
- 1º luglio - Albert Durant, pallanuotista belga († 1958)
- 1º luglio - Jean Lurçat, pittore francese († 1966)
- 2 luglio - Boris Hagelin, imprenditore e inventore svedese († 1983)
- 2 luglio - Anders Larsson, lottatore svedese († 1945)
- 2 luglio - Daniel Mercier, calciatore francese († 1914)
- 2 luglio - Alberto Trionfi, generale italiano († 1945)
- 3 luglio - Annibale Brivio Sforza, XII marchese di Santa Maria in Prato, nobile, diplomatico e numismatico italiano († 1988)
- 3 luglio - Albert Desbrisay Carter, militare e aviatore canadese († 1919)
- 3 luglio - Ezio D'Errico, scrittore e sceneggiatore italiano († 1972)
- 3 luglio - Biagio Nazzaro, pilota motociclistico e pilota automobilistico italiano († 1922)
- 3 luglio - Willi Ritterbusch, politico tedesco († 1981)
- 4 luglio - Russell A. Gausman, scenografo statunitense († 1963)
- 4 luglio - Henry Mullinnix, aviatore e ammiraglio statunitense († 1943)
- 4 luglio - Camille Verfaillie, missionario e vescovo cattolico belga († 1980)
- 5 luglio - Lauge Koch, geologo e esploratore danese († 1964)
- 5 luglio - Giuseppe Rusca, militare italiano († 1916)
- 6 luglio - Aldo Canepa, compositore e direttore d'orchestra italiano († 1931)
- 6 luglio - Ignaz Epper, pittore e scultore svizzero († 1969)
- 6 luglio - Wilhelm Gros, calciatore tedesco († 1917)
- 6 luglio - Alberto Spaini, scrittore, giornalista e germanista italiano († 1975)
- 6 luglio - Arnaldo Woelkel, calciatore svizzero
- 6 luglio - Jack Yellen, paroliere, compositore e sceneggiatore statunitense († 1991)
- 7 luglio - Mario Bernasconi, generale e aviatore italiano († 1976)
- 7 luglio - Michele Purrello, militare italiano († 1941)
- 7 luglio - Lina Tartara Minora, attrice italiana († 1968)
- 7 luglio - Carlos Villarías, attore spagnolo († 1976)
- 7 luglio - Elda di Veroli, soprano italiana († 1981)
- 8 luglio - Richard Aldington, poeta, scrittore e saggista britannico († 1962)
- 8 luglio - Torsten Carleman, matematico svedese († 1949)
- 8 luglio - Dean O'Banion, mafioso statunitense († 1924)
- 8 luglio - Luca Pignato, giornalista, poeta e scrittore italiano († 1955)
- 8 luglio - Nikolaj Nikolaevič Polikarpov, ingegnere aeronautico sovietico († 1944)
- 9 luglio - Aldo Beltricco, militare italiano († 1916)
- 9 luglio - Erik Herseth, velista norvegese († 1993)
- 10 luglio - Hans-Karl von Esebeck, generale tedesco († 1955)
- 10 luglio - August Güttinger, ginnasta svizzero († 1970)
- 10 luglio - Spessard Holland, politico e avvocato statunitense († 1971)
- 10 luglio - Slim Summerville, attore e regista statunitense († 1946)
- 10 luglio - Venkata Rao III, principe indiano († 1927)
- 11 luglio - Nico Bouvij, calciatore olandese († 1957)
- 11 luglio - Giorgio Federico Ghedini, compositore italiano († 1965)
- 11 luglio - Einar Hansen, calciatore norvegese († 1951)
- 11 luglio - Vladimir Jakovlevič Klimov, scienziato sovietico († 1962)
- 11 luglio - Trafford Leigh-Mallory, generale britannico († 1944)
- 11 luglio - Thomas Mitchell, attore statunitense († 1962)
- 11 luglio - Armando Sapori, storico, archivista e politico italiano († 1976)
- 12 luglio - Mario Basiola, baritono italiano († 1965)
- 12 luglio - Navarrino Navarrini, pittore italiano († 1980)
- 12 luglio - Harry Piel, regista, sceneggiatore e attore tedesco († 1963)
- 12 luglio - Bruno Schulz, scrittore e disegnatore polacco († 1942)
- 13 luglio - Jonni Myyrä, giavellottista finlandese († 1955)
- 13 luglio - Raffaele Pio Petrilli, politico italiano († 1971)
- 13 luglio - Hans Streuli, politico svizzero († 1970)
- 14 luglio - Gerhard Rohlfs, filologo, linguista e glottologo tedesco († 1986)
- 15 luglio - Iti Bacci, politico e dirigente sportivo italiano († 1954)
- 15 luglio - Thomas Baumgartner, pittore tedesco († 1962)
- 15 luglio - Walter Benjamin, filosofo e scrittore tedesco († 1940)
- 15 luglio - Erich Brandenberger, generale tedesco († 1955)
- 15 luglio - Ugo Ferrero, generale italiano († 1945)
- 17 luglio - René Jacolliot, calciatore francese († 1968)
- 17 luglio - Pëtr Arsen'evič Romanovskij, scacchista russo († 1964)
- 18 luglio - Luigi Bonelli, scrittore e sceneggiatore italiano († 1954)
- 18 luglio - Arthur Friedenreich, calciatore brasiliano († 1969)
- 18 luglio - Luigi Gerbella, ingegnere italiano († 1969)
- 18 luglio - Johan Jansson, tuffatore svedese († 1943)
- 18 luglio - Hermann Recknagel, militare tedesco († 1945)
- 18 luglio - Ramón Unzaga, calciatore spagnolo († 1923)
- 19 luglio - Fedele Caretti, militare italiano († 1918)
- 19 luglio - Dick Irvin, hockeista su ghiaccio e allenatore di hockey su ghiaccio canadese († 1957)
- 20 luglio - Gilberto Bosques Saldívar, diplomatico messicano († 1995)
- 20 luglio - Carlo De Albertis, calciatore italiano
- 20 luglio - Charles Loupot, pubblicitario francese († 1962)
- 20 luglio - Joseph Elmer Ritter, cardinale e arcivescovo cattolico statunitense († 1967)
- 20 luglio - Alfred Thielmann, generale tedesco († 1988)
- 21 luglio - Percival David, sinologo e collezionista d'arte britannico († 1964)
- 21 luglio - Renée Falconetti, attrice francese († 1946)
- 21 luglio - Carlo Grava, politico italiano († 1967)
- 22 luglio - Giovanni Bernocco, politico italiano
- 22 luglio - Franco Sartori, pianista e compositore italiano († 1965)
- 22 luglio - Arthur Seyss-Inquart, politico, avvocato e criminale di guerra austriaco († 1946)
- 23 luglio - Erik Adlerz, tuffatore svedese († 1975)
- 23 luglio - Umberto Bagnasco, calciatore italiano († 1944)
- 23 luglio - Arvid Lindau, patologo, batteriologo e scienziato svedese († 1958)
- 23 luglio - Hailé Selassié, imperatore etiope († 1975)
- 24 luglio - Alice Ball, chimica statunitense († 1916)
- 24 luglio - Rina De Liguoro, pianista e attrice cinematografica italiana († 1966)
- 24 luglio - Claudio Ermelli, attore italiano († 1964)
- 24 luglio - Domenico Furnò, paroliere italiano († 1983)
- 24 luglio - Marcel Gromaire, pittore francese († 1971)
- 25 luglio - Hugh Llewellyn Glyn Hughes, medico e generale britannico († 1973)
- 25 luglio - Felix Loeffel, basso-baritono svizzero († 1981)
- 26 luglio - Francesco Casnati, giornalista italiano († 1970)
- 26 luglio - Philipp Jarnach, compositore e direttore d'orchestra tedesco († 1982)
- 26 luglio - Henry Vollam Morton, giornalista e scrittore britannico († 1979)
- 27 luglio - Irene Bowder, tennista sudafricana († 1978)
- 27 luglio - Giacomo Caputo, militare italiano († 1936)
- 27 luglio - Ernest Failloubaz, aviatore svizzero († 1919)
- 27 luglio - Gustav Harteneck, generale tedesco († 1984)
- 28 luglio - Joe E. Brown, comico e attore statunitense († 1973)
- 28 luglio - Philippe Cattiau, schermidore francese († 1962)
- 28 luglio - Curt Dahlgren, schermidore svedese († 1964)
- 28 luglio - Georges Madon, militare e aviatore francese († 1924)
- 28 luglio - Eusebio Sarasso, calciatore italiano († 1970)
- 29 luglio - Mario Appelius, giornalista e conduttore radiofonico italiano († 1946)
- 29 luglio - William Powell, attore statunitense († 1984)
- 29 luglio - Walter Reppe, chimico tedesco († 1969)
- 29 luglio - Armando Vezzelli, antifascista, partigiano e politico italiano († 1944)
- 30 luglio - Paolo Ferrara, attore italiano († 1965)
- 30 luglio - Carl Koch, regista tedesco († 1963)
- 30 luglio - Arnaldo Volpicelli, filosofo italiano († 1968)
- 31 luglio - Jimmy Savo, artista statunitense († 1960)
- 31 luglio - Vittorio Tredici, politico italiano († 1967)

## Agosto(92)
- 1º agosto - Jean-Marie Barat, calciatore francese († 1956)
- 1º agosto - Bert Sas, militare e funzionario olandese († 1948)
- 1º agosto - Kinsan Ginsan, personaggio televisivo, cantante e centenaria giapponese († 2000)
- 2 agosto - Emmanuel Berl, giornalista, storico e saggista francese († 1976)
- 2 agosto - Ludwig Jetzinger, calciatore austriaco († 1985)
- 2 agosto - Léon Kochnitzky, musicologo e letterato belga († 1965)
- 2 agosto - Jack L. Warner, produttore cinematografico canadese († 1978)
- 3 agosto - Alfredo Belluomini, architetto e ingegnere italiano († 1964)
- 3 agosto - Rodolfo Debenedetti, ingegnere e imprenditore italiano († 1991)
- 3 agosto - Carl August Ehrensvärd, generale svedese († 1974)
- 3 agosto - William Jeffrey, allenatore di calcio scozzese († 1966)
- 4 agosto - Edward Bridges, I barone Bridges, politico inglese († 1969)
- 4 agosto - Eduardo Morales Durillo, militare spagnolo († 1916)
- 4 agosto - Fritz Schlieper, generale tedesco († 1977)
- 5 agosto - Pietro Capoferri, sindacalista, politico e dirigente sportivo italiano († 1989)
- 5 agosto - Marius Hiller, calciatore tedesco († 1964)
- 5 agosto - Paul Maltby, ufficiale britannico († 1971)
- 5 agosto - Frithjof Sælen, ginnasta norvegese († 1975)
- 5 agosto - Valentine Tessier, attrice francese († 1981)
- 6 agosto - Annunzio Cervi, poeta e patriota italiano († 1918)
- 6 agosto - Hoot Gibson, attore, regista e produttore cinematografico statunitense († 1962)
- 6 agosto - Kazimiera Iłłakowiczówna, poetessa e traduttrice polacca († 1983)
- 6 agosto - Frank Tuttle, regista, sceneggiatore e produttore cinematografico statunitense († 1963)
- 7 agosto - Kurt-Jürgen von Lützow, generale tedesco († 1961)
- 8 agosto - Lennart Oesch, generale finlandese († 1978)
- 8 agosto - Secondo Polazzo, funzionario italiano († 1954)
- 8 agosto - Walter Poppe, generale tedesco († 1968)
- 9 agosto - Ahmed Rami, poeta, paroliere e traduttore egiziano († 1981)
- 9 agosto - Ranganathan, bibliotecario e matematico indiano († 1972)
- 10 agosto - Federico Bevilacqua, avvocato e dirigente sportivo italiano († 1948)
- 10 agosto - Émile Hanse, calciatore belga († 1981)
- 11 agosto - Władysław Anders, generale e politico polacco († 1970)
- 11 agosto - Giuseppe Di Vittorio, sindacalista, politico e antifascista italiano († 1957)
- 11 agosto - Hugh MacDiarmid, poeta scozzese († 1978)
- 11 agosto - Eiji Yoshikawa, scrittore giapponese († 1962)
- 12 agosto - Mariano Arrate, calciatore spagnolo († 1963)
- 12 agosto - Giovanni Di Raimondo, ingegnere e dirigente pubblico italiano († 1966)
- 12 agosto - Alfred Lunt, attore e regista statunitense († 1977)
- 13 agosto - Aldo De Benedetti, commediografo e sceneggiatore italiano († 1970)
- 13 agosto - Géza Nagy, scacchista ungherese († 1953)
- 14 agosto - Antonio Lazzaro Fontana, calciatore italiano († 1916)
- 14 agosto - Tullio Garbari, pittore italiano († 1931)
- 14 agosto - Alfredo Malgeri, generale italiano († 1977)
- 14 agosto - Kaikhosru Shapurji Sorabji, compositore e pianista britannico († 1988)
- 14 agosto - Paul Wing, attore statunitense († 1957)
- 15 agosto - Louis de Broglie, fisico, matematico e storico francese († 1987)
- 15 agosto - Knud Jeppesen, musicologo danese († 1974)
- 15 agosto - Gösta Lundquist, velista svedese († 1944)
- 15 agosto - Arthur Meille, calciatore italiano († 1977)
- 15 agosto - Walther Nehring, generale tedesco († 1983)
- 15 agosto - Fritz-Georg von Rappard, generale tedesco († 1946)
- 15 agosto - Heinrich Wittkopf, generale tedesco († 1946)
- 15 agosto - Erich Wollenberg, politico, militare e giornalista tedesco († 1973)
- 16 agosto - Sophie Braslau, contralto statunitense († 1935)
- 16 agosto - Hal Foster, fumettista canadese († 1982)
- 16 agosto - Emanuele Foà, ingegnere italiano († 1949)
- 16 agosto - Otto Messmer, animatore e fumettista statunitense († 1983)
- 16 agosto - Raymond Rognoni, attore francese († 1965)
- 17 agosto - István Lichteneckert, schermidore ungherese († 1929)
- 17 agosto - Edna Maison, attrice statunitense († 1946)
- 17 agosto - Maurice Meyer, calciatore francese († 1971)
- 17 agosto - Ezio Vigorelli, politico e partigiano italiano († 1964)
- 17 agosto - Tamon Yamaguchi, ammiraglio giapponese († 1942)
- 18 agosto - Renato Navarrini, attore italiano († 1972)
- 18 agosto - Irina Michajlovna Raevskaja, nobile russa († 1955)
- 18 agosto - Kally Sambucini, attrice italiana († 1969)
- 19 agosto - Otto Fahr, nuotatore tedesco († 1969)
- 19 agosto - Joseph C. Wright, scenografo statunitense († 1985)
- 20 agosto - Fernando Schiavetti, politico e giornalista italiano († 1970)
- 21 agosto - Charles Vanel, attore francese († 1989)
- 22 agosto - Victor Daimaca, docente romeno († 1969)
- 22 agosto - Joseph Walker, direttore della fotografia statunitense († 1985)
- 23 agosto - Nissim de Camondo, aviatore e banchiere francese († 1917)
- 23 agosto - Karl von Weber, generale tedesco († 1941)
- 24 agosto - Bernard J. Durning, regista e attore statunitense († 1923)
- 25 agosto - Georg Asagaroff, regista, attore e sceneggiatore russo († 1957)
- 26 agosto - Gaetano Belloni, ciclista su strada e pistard italiano († 1980)
- 26 agosto - Ernest Gravier, calciatore francese († 1965)
- 26 agosto - Ruth Roland, attrice statunitense († 1937)
- 27 agosto - Helen Gibson, attrice statunitense († 1977)
- 27 agosto - Wilhelm Strand, calciatore norvegese († 1975)
- 28 agosto - Seikichi Fujimori, scrittore e drammaturgo giapponese († 1977)
- 28 agosto - Vittorio Ghidetti, politico, partigiano e sindacalista italiano († 1972)
- 28 agosto - Giuseppe Marchese, politico e storico italiano († 1977)
- 28 agosto - Edward Powys Mathers, enigmista e traduttore britannico († 1939)
- 29 agosto - Jesús Guajardo, generale messicano († 1920)
- 29 agosto - Alexandre Koyré, storico della scienza e filosofo russo († 1964)
- 29 agosto - Diana Manners, nobildonna e attrice inglese († 1986)
- 31 agosto - Wheeler Dryden, attore e regista britannico († 1957)
- 31 agosto - Claire Du Brey, attrice statunitense († 1993)
- 31 agosto - Georges Fleurix, pallanuotista belga
- 31 agosto - Henri Jacob Victor Sody, zoologo olandese († 1959)

## Settembre(91)
- 1º settembre - Raymond Cannon, attore, sceneggiatore e regista statunitense († 1977)
- 1º settembre - Gioacchino Solinas, generale italiano († 1987)
- 1º settembre - Adolf van der Voort van Zijp, cavaliere olandese († 1978)
- 2 settembre - Frank Wilcoxon, statistico e chimico irlandese († 1965)
- 3 settembre - Eugenio Casagrande, pioniere dell'aviazione italiano († 1957)
- 3 settembre - Vittorio Fossombroni, politico e avvocato italiano († 1963)
- 4 settembre - Adrian Brunel, regista cinematografico e sceneggiatore inglese († 1958)
- 4 settembre - Paolo Dore, matematico e geodeta italiano († 1969)
- 4 settembre - Gerhardus H. Goethart, compositore di scacchi olandese († 1969)
- 4 settembre - Darius Milhaud, compositore francese († 1974)
- 4 settembre - Frederik Nanning, compositore di scacchi olandese († 1958)
- 4 settembre - Helmuth Plessner, filosofo e sociologo tedesco († 1985)
- 4 settembre - Pete Smith, produttore cinematografico statunitense († 1979)
- 4 settembre - Franz Sedlacek, allenatore di calcio e calciatore austriaco († 1933)
- 4 settembre - Vilho Setälä, giornalista, linguista e esperantista finlandese († 1985)
- 5 settembre - Hugo Österman, generale finlandese († 1975)
- 5 settembre - Joseph Szigeti, violinista ungherese († 1973)
- 6 settembre - Edward Victor Appleton, fisico britannico († 1965)
- 6 settembre - Luigi Fedeli, compositore italiano († 1927)
- 6 settembre - Laurence Markham Huey, ornitologo statunitense († 1963)
- 6 settembre - Vittore Marchi, filosofo, magistrato e militare italiano († 1981)
- 6 settembre - Antonio Marino, calciatore italiano
- 6 settembre - Max Woosnam, tennista e calciatore inglese († 1965)
- 7 settembre - Julius Baruch, lottatore e sollevatore tedesco († 1945)
- 7 settembre - Michele Cascella, pittore italiano († 1989)
- 7 settembre - Harry Ivarson, regista e sceneggiatore norvegese († 1967)
- 8 settembre - Achille Brioschi, calciatore italiano
- 8 settembre - Gabriele Jannelli, politico italiano († 1956)
- 8 settembre - Martino Mario Moreno, diplomatico e orientalista italiano († 1964)
- 8 settembre - Huseyn Shaheed Suhrawardy, politico pakistano († 1963)
- 9 settembre - Tsuru Aoki, attrice giapponese († 1961)
- 9 settembre - Nils Westermark, velista svedese († 1980)
- 9 settembre - Ferruccio Ranza, generale e aviatore italiano († 1973)
- 9 settembre - Immacolata d'Asburgo-Lorena, principessa austriaca († 1971)
- 9 settembre - Anastasija Michajlovna de Torby, contessa († 1977)
- 10 settembre - Raffaello Bettazzi, politico italiano († 1983)
- 10 settembre - Arthur Compton, fisico statunitense († 1962)
- 10 settembre - Walter Hunt Longton, militare e aviatore britannico († 1927)
- 10 settembre - Luigi Reverberi, generale italiano († 1954)
- 11 settembre - Ernest Burkhart, criminale e assassino statunitense († 1986)
- 11 settembre - Lucien Buysse, ciclista su strada e pistard belga († 1980)
- 11 settembre - Pinto Colvig, attore e doppiatore statunitense († 1967)
- 11 settembre - Ulviye Sultan, principessa ottomana († 1967)
- 11 settembre - Karel Struijs, pallanuotista olandese († 1974)
- 12 settembre - Egon von Neindorff, generale tedesco († 1944)
- 12 settembre - Francesco Palmegiani, storico dell'arte, giornalista e politico italiano († 1955)
- 12 settembre - Vahram Papazyan, atleta armeno († 1986)
- 12 settembre - Joseph-Paul Strebler, missionario e arcivescovo cattolico francese († 1984)
- 13 settembre - András Baronyi, nuotatore, lunghista e dirigente sportivo ungherese († 1944)
- 13 settembre - Vittoria Luisa di Prussia, tedesca († 1980)
- 14 settembre - Casemiro do Amaral, calciatore brasiliano († 1939)
- 15 settembre - Silpa Bhirasri, scultore e incisore italiano († 1962)
- 16 settembre - Werner Bergengruen, scrittore tedesco († 1964)
- 17 settembre - Hendrik Andriessen, compositore e organista olandese († 1981)
- 17 settembre - Louis Luguet, ciclista su strada francese († 1976)
- 17 settembre - Alfredo Vittorio Reichlin, calciatore e attore italiano († 1981)
- 17 settembre - Augusto Rostagni, filologo classico italiano († 1961)
- 18 settembre - Carl Johnson, calciatore statunitense († 1970)
- 19 settembre - Vincenzo D'Aquila, imprenditore e scrittore italiano († 1975)
- 19 settembre - Nina Il'inična Niss-Gol'dman, scultrice e pittrice russa († 1990)
- 20 settembre - Patricia Collinge, attrice irlandese († 1974)
- 20 settembre - Marij Kogoj, compositore jugoslavo († 1956)
- 20 settembre - Pietro Parigi, incisore italiano († 1990)
- 21 settembre - Elvidio Borelli, militare italiano († 1916)
- 21 settembre - Antonín Janda, calciatore cecoslovacco († 1960)
- 22 settembre - Manlio Gabrielli, generale, diplomatico e scrittore italiano († 1967)
- 22 settembre - Camillo Orlando, politico e armatore italiano († 1975)
- 22 settembre - Vittorio Ronchi, agronomo italiano († 1987)
- 22 settembre - Frank Sullivan, scrittore statunitense († 1976)
- 23 settembre - Georgi Damjanov, politico bulgaro († 1958)
- 23 settembre - Lorenz Jäger, cardinale e arcivescovo cattolico tedesco († 1975)
- 24 settembre - Pietro Aymo, ciclista su strada italiano († 1983)
- 24 settembre - Jurgis Hardingsonas, calciatore lituano († 1936)
- 24 settembre - Peder Puck, calciatore norvegese († 1989)
- 25 settembre - Ferdinando Podda, militare italiano († 1917)
- 26 settembre - Honorio Delgado, psichiatra e filosofo peruviano († 1969)
- 26 settembre - James Dewhirst, aviatore inglese
- 26 settembre - Émile Dewoitine, ingegnere francese († 1979)
- 26 settembre - Ragnar Wicksell, calciatore svedese († 1974)
- 27 settembre - Edmund Burns, attore statunitense († 1980)
- 27 settembre - Marguerite Church, politica e psicologa statunitense († 1990)
- 27 settembre - Folke Sandström, cavaliere e militare svedese († 1962)
- 28 settembre - Luigi Bagnolati, politico italiano († 1976)
- 28 settembre - Elmer Rice, regista, scrittore e drammaturgo statunitense († 1967)
- 28 settembre - Ruth Stonehouse, attrice, regista e sceneggiatrice statunitense († 1941)
- 28 settembre - Benvenuto Terzi, musicista, compositore e chitarrista italiano († 1980)
- 28 settembre - Edmond Thieffry, militare e aviatore belga († 1929)
- 29 settembre - René Malaise, entomologo, esploratore e collezionista d'arte svedese († 1978)
- 29 settembre - Serafino Orlini, politico e avvocato italiano († 1965)
- 30 settembre - Richard Peirse, generale e aviatore inglese († 1970)
- 30 settembre - Adolph Wold, calciatore norvegese († 1976)

## Ottobre(106)
- 1º ottobre - Emilio Pettoruti, pittore argentino († 1971)
- 2 ottobre - Henri Lesur, calciatore francese († 1971)
- 2 ottobre - Violet Mersereau, attrice statunitense († 1975)
- 2 ottobre - Louis Quenault, militare e aviatore francese († 1958)
- 2 ottobre - Paul Teste, aviatore francese († 1925)
- 2 ottobre - Henry Victor, attore inglese († 1945)
- 3 ottobre - Harry Curtis, giocatore di football australiano e dirigente sportivo australiano († 1978)
- 3 ottobre - Alice Kindler, pittrice, litografa e insegnante statunitense († 1980)
- 3 ottobre - Sentarō Ōmori, ammiraglio giapponese († 1974)
- 4 ottobre - Moisés Bensabat Amzalak, economista portoghese († 1978)
- 4 ottobre - Kathryn Card, attrice statunitense († 1964)
- 4 ottobre - Engelbert Dollfuß, politico austriaco († 1934)
- 4 ottobre - Hermann Glauert, ingegnere britannico († 1934)
- 4 ottobre - David A. Smart, critico letterario e giornalista statunitense († 1952)
- 4 ottobre - Luis Trenker, regista, attore e alpinista italiano († 1990)
- 5 ottobre - Assis Chateaubriand, giornalista, imprenditore e collezionista d'arte brasiliano († 1968)
- 6 ottobre - Friedrich Ahlfeld, alpinista e geologo tedesco († 1982)
- 6 ottobre - George Harris, attore statunitense († 1954)
- 6 ottobre - Sándor Rónai, politico ungherese († 1965)
- 6 ottobre - Jackie Saunders, attrice e sceneggiatrice statunitense († 1954)
- 6 ottobre - Eugenio Testa, attore, regista e produttore cinematografico italiano († 1957)
- 7 ottobre - Dwain Esper, regista e produttore cinematografico statunitense († 1982)
- 7 ottobre - Luigi Carlo Fraina, politico e sindacalista italiano († 1953)
- 7 ottobre - Francesco Illy, imprenditore e inventore austro-ungarico († 1956)
- 8 ottobre - Giovanni Battista Bosio, arcivescovo cattolico italiano († 1967)
- 8 ottobre - Francesco Carnevali, artista e scrittore italiano († 1987)
- 8 ottobre - Marina Ivanovna Cvetaeva, poetessa e scrittrice russa († 1941)
- 8 ottobre - Olof Molander, regista teatrale e regista svedese († 1966)
- 9 ottobre - Ivo Andrić, scrittore e diplomatico bosniaco († 1975)
- 9 ottobre - Johannes Theodor Baargeld, artista e scrittore tedesco († 1927)
- 9 ottobre - Robert P. Kerr, regista, attore e sceneggiatore statunitense († 1960)
- 9 ottobre - Harry Dexter White, economista statunitense († 1948)
- 9 ottobre - Renato Ziggiotti, presbitero e educatore italiano († 1983)
- 10 ottobre - Renato Dall'Ara, imprenditore e dirigente sportivo italiano († 1964)
- 10 ottobre - Earle Dickson, inventore statunitense († 1961)
- 10 ottobre - Margherita Grandi, soprano italiana († 1972)
- 10 ottobre - Giulio Morellato, orologiaio e imprenditore italiano († 1965)
- 11 ottobre - Giorgio di Sassonia-Meiningen, nobile († 1946)
- 11 ottobre - Luigi Maiocco, ginnasta italiano († 1965)
- 11 ottobre - Umberto Pagani, politico, sindacalista e partigiano italiano († 1966)
- 12 ottobre - Fabio Allegreni, ingegnere e politico italiano († 1979)
- 12 ottobre - Antonio María Barbieri, cardinale e arcivescovo cattolico uruguaiano († 1979)
- 12 ottobre - Giorgio Vaccaro, politico e dirigente sportivo italiano († 1983)
- 13 ottobre - Luigi Bazzi, progettista italiano († 1986)
- 13 ottobre - Gilda Dalla Rizza, soprano italiano († 1975)
- 13 ottobre - Malcolm McGregor, attore statunitense († 1945)
- 14 ottobre - Piet Bouman, calciatore olandese († 1980)
- 14 ottobre - Andrej Ivanovič Erëmenko, generale sovietico († 1970)
- 14 ottobre - Sumner Welles, politico e diplomatico statunitense († 1961)
- 15 ottobre - József Nagy, calciatore e allenatore di calcio ungherese († 1963)
- 16 ottobre - George Barnes, direttore della fotografia statunitense († 1953)
- 16 ottobre - Roberto Farinacci, politico, giornalista e generale italiano († 1945)
- 16 ottobre - Leo F. Forbstein, direttore d'orchestra e compositore statunitense († 1948)
- 16 ottobre - Jan Karcz, generale polacco († 1943)
- 16 ottobre - Józef Kustroń, generale polacco († 1939)
- 16 ottobre - Adolf Ziegler, pittore e politico tedesco († 1959)
- 17 ottobre - Theodor Eicke, generale tedesco († 1943)
- 17 ottobre - Herbert Howells, compositore, insegnante e direttore d'orchestra inglese († 1983)
- 17 ottobre - Hernán Robleto, scrittore nicaraguense († 1969)
- 17 ottobre - Henri Weenink, scacchista e compositore di scacchi olandese († 1931)
- 18 ottobre - Antonio Candini, ciclista su strada italiano († 1970)
- 18 ottobre - Franz Gräser, aviatore austro-ungarico († 1918)
- 18 ottobre - Arthur Jeffery, orientalista e arabista australiano († 1959)
- 18 ottobre - Eduard Pendorf, calciatore tedesco († 1958)
- 19 ottobre - Chen Gongbo, politico cinese († 1946)
- 19 ottobre - Ilmari Hannikainen, compositore e pianista finlandese († 1955)
- 19 ottobre - Hermann Knaus, chirurgo austriaco († 1970)
- 19 ottobre - Carlo Marescotti Ruspoli, militare italiano († 1942)
- 19 ottobre - Tommy Browell, calciatore inglese († 1955)
- 20 ottobre - Francesco Marinaro, politico italiano († 1972)
- 20 ottobre - Eoin O'Duffy, generale e politico irlandese († 1944)
- 20 ottobre - Gaetano Postiglione, ingegnere, sindacalista e politico italiano († 1935)
- 21 ottobre - Lidija Vasil'evna Lopuchova, ballerina russa († 1981)
- 21 ottobre - Angelo Lorenzi, politico e antifascista italiano († 1986)
- 21 ottobre - Angelo Mattea, allenatore di calcio e calciatore italiano († 1960)
- 21 ottobre - Otto Nerz, calciatore e allenatore di calcio tedesco († 1949)
- 22 ottobre - Colombo Corneli, politico italiano († 1971)
- 23 ottobre - Amedeo Dalla Volta, psicologo e medico italiano († 1985)
- 23 ottobre - Carlo Guarnieri, pittore e incisore italiano († 1988)
- 23 ottobre - André Marc, presbitero, teologo e filosofo francese († 1961)
- 23 ottobre - Gummo Marx, comico, attore e imprenditore statunitense († 1977)
- 24 ottobre - Marius Casadesus, violinista e compositore francese († 1981)
- 24 ottobre - Rafael Hernández Marín, compositore portoricano († 1965)
- 24 ottobre - Åke Thelning, cavaliere svedese († 1979)
- 25 ottobre - Dolly Sisters, ballerina e cantante ungherese († 1970)
- 25 ottobre - Irene McCoy Gaines, attivista statunitense († 1964)
- 25 ottobre - Vittoria Gazzei Barbetti, scrittrice italiana († 1934)
- 25 ottobre - Mura, scrittrice e giornalista italiana († 1940)
- 25 ottobre - Nicholas Musuraca, direttore della fotografia italiano († 1975)
- 25 ottobre - Nell Shipman, attrice, sceneggiatrice e regista canadese († 1970)
- 25 ottobre - Antonino Varvaro, politico italiano († 1972)
- 26 ottobre - André Chapelon, ingegnere francese († 1978)
- 26 ottobre - Jan Łazarski, pistard polacco († 1968)
- 27 ottobre - Graciliano Ramos, scrittore, giornalista e politico brasiliano († 1953)
- 28 ottobre - Giovanni Farina, politico italiano († 1979)
- 28 ottobre - Pierre Frieden, politico lussemburghese († 1959)
- 29 ottobre - Lola Anglada, scrittrice e disegnatrice spagnola († 1984)
- 29 ottobre - DeWitt Coleman, aviatore e militare statunitense († 1918)
- 29 ottobre - Recha Freier, attivista tedesca († 1984)
- 29 ottobre - Stanisław Ostrowski, politico e medico polacco († 1982)
- 30 ottobre - Charles Atlas, culturista italiano († 1972)
- 30 ottobre - Arcangelo Florena, politico italiano († 1971)
- 31 ottobre - Aleksandr Alechin, scacchista russo († 1946)
- 31 ottobre - Luigi Baroffio, politico italiano
- 31 ottobre - Giorgio Morpurgo, ufficiale italiano († 1938)
- 31 ottobre - Attilio Valobra, calciatore italiano († 1953)

## Novembre(96)
- 1º novembre - Maurizio Garino, anarchico e sindacalista italiano († 1977)
- 1º novembre - Hjalmar Johansen, ginnasta danese († 1979)
- 2 novembre - Paul Abraham, compositore ungherese († 1960)
- 2 novembre - Alice Brady, attrice statunitense († 1939)
- 3 novembre - Yuen Ren Chao, linguista e poeta cinese († 1982)
- 4 novembre - Konrad Huber, tiratore a volo finlandese († 1960)
- 5 novembre - John Alcock, aviatore e militare britannico († 1919)
- 5 novembre - Alcock e Brown, aviatore e militare britannico († 1919)
- 5 novembre - John Burdon Sanderson Haldane, biologo e genetista inglese († 1964)
- 5 novembre - George Lloyd, attore statunitense († 1967)
- 6 novembre - Wilbert Melville, regista e sceneggiatore statunitense († 1965)
- 6 novembre - Ole Olsen, attore e comico statunitense († 1963)
- 6 novembre - Harold Ross, giornalista statunitense († 1951)
- 7 novembre - Henri Basset, orientalista e linguista francese († 1926)
- 7 novembre - Alessandro Bettoni Cazzago, militare italiano († 1951)
- 7 novembre - Rodolfo Psaro, militare italiano († 1940)
- 7 novembre - Edward Sedgwick, regista, sceneggiatore e attore statunitense († 1953)
- 7 novembre - Gustav-Adolf von Zangen, generale tedesco († 1964)
- 8 novembre - Erminio Blotta, scultore italiano († 1976)
- 8 novembre - Francesco Rogadeo, ammiraglio italiano († 1985)
- 9 novembre - Erich Auerbach, filologo tedesco († 1957)
- 9 novembre - Emmett J. Flynn, regista statunitense († 1937)
- 9 novembre - Victor Hugo Green, scrittore e editore statunitense († 1960)
- 9 novembre - John Miljan, attore statunitense († 1960)
- 9 novembre - Mabel Normand, attrice, sceneggiatrice e regista statunitense († 1930)
- 9 novembre - Alberto Poltronieri, violinista italiano († 1983)
- 10 novembre - Ottorino Bertolini, storico e medievista italiano († 1977)
- 10 novembre - Primo Brega, mezzofondista italiano († 1955)
- 10 novembre - Walter Höhndorf, militare e aviatore tedesco († 1917)
- 10 novembre - Knud Kirkeløkke, ginnasta danese († 1976)
- 10 novembre - Domingo Pérez Cáceres, vescovo cattolico spagnolo († 1961)
- 11 novembre - Gaston Heuet, mezzofondista francese († 1979)
- 11 novembre - Russell Mack, regista statunitense († 1972)
- 12 novembre - Jean Bayet, latinista francese († 1969)
- 12 novembre - Tudor Davies, tenore gallese († 1958)
- 12 novembre - Mary Baxter Ellis, militare britannico († 1968)
- 12 novembre - Giulio Lega, militare e aviatore italiano († 1973)
- 12 novembre - Sol Polito, direttore della fotografia italiano († 1960)
- 12 novembre - Dmitrij Vladimirovič Skobel'cyn, fisico sovietico († 1990)
- 12 novembre - Vladimir Striževskij, attore, sceneggiatore e regista russo († 1977)
- 12 novembre - Ragnar Wickström, calciatore finlandese († 1950)
- 13 novembre - Jean Gutweniger, ginnasta svizzero († 1979)
- 14 novembre - Fedir Parfenovyč Bohatyrčuk, scacchista sovietico († 1984)
- 14 novembre - Maurice Escande, attore e regista francese († 1973)
- 14 novembre - Andrea Marabini, politico italiano († 1984)
- 14 novembre - Gaetano Martinez, scultore italiano († 1951)
- 14 novembre - Egidio Meneghetti, medico e farmacologo italiano († 1961)
- 14 novembre - Olaf Ruud, calciatore norvegese († 1967)
- 15 novembre - Filippo Cianciàfara Tasca di Cutò, fotografo italiano († 1982)
- 15 novembre - Eugène Cordonnier, ginnasta francese († 1967)
- 15 novembre - Giovanni Battista Guarnaschelli, diplomatico italiano
- 15 novembre - Enrique Peñaranda del Castillo, generale e politico boliviano († 1969)
- 16 novembre - Guō Mòruò, scrittore, poeta e drammaturgo cinese († 1978)
- 16 novembre - Richard Hale, attore e cantante lirico statunitense († 1981)
- 16 novembre - Jean-François Jannekeyn, aviatore, generale e politico francese († 1971)
- 16 novembre - Tazio Nuvolari, pilota automobilistico e pilota motociclistico italiano († 1953)
- 16 novembre - Montagu Stopford, generale britannico († 1971)
- 17 novembre - Max Deutsch, musicista, compositore e insegnante austriaco († 1982)
- 17 novembre - Paul Metz, hockeista su prato danese († 1975)
- 17 novembre - Tom Seidmann-Freud, pittrice e illustratrice austriaca († 1930)
- 18 novembre - Cesare Amè, generale e agente segreto italiano († 1983)
- 18 novembre - Franz Fichta, calciatore austriaco († 1967)
- 18 novembre - Józef Gawlina, arcivescovo cattolico polacco († 1964)
- 18 novembre - Gennaro Sora, militare italiano († 1949)
- 19 novembre - Lucien Andriot, direttore della fotografia francese († 1979)
- 19 novembre - Guglielmo Janni, pittore e letterato italiano († 1958)
- 19 novembre - Alessandro Resch, aviatore italiano († 1966)
- 19 novembre - Angelo Tasca, politico, scrittore e storico italiano († 1960)
- 22 novembre - Ermanno Aebi, arbitro di calcio e calciatore svizzero († 1976)
- 22 novembre - Charlie Bunyan, calciatore inglese († 1975)
- 22 novembre - Emma Tillman, supercentenaria statunitense († 2007)
- 23 novembre - Jerzy Bardziński, militare e bobbista polacco († 1933)
- 23 novembre - Georg Brustad, ginnasta norvegese († 1932)
- 23 novembre - Ettore Carozzo, editore e antifascista italiano († 1951)
- 23 novembre - Immirù Hailé Selassié, militare e diplomatico etiope († 1980)
- 23 novembre - Ture Persson, velocista svedese († 1956)
- 23 novembre - Romain de Tirtoff, pittore, scultore e costumista russo († 1990)
- 23 novembre - Mieczysław Wiśniewski, calciatore polacco († 1952)
- 23 novembre - Antonio Zieger, letterato e storico italiano († 1984)
- 24 novembre - Enrico Baroni, militare italiano († 1940)
- 24 novembre - Guglielmo Inglese, attore italiano († 1972)
- 24 novembre - Hellmuth Reymann, generale tedesco († 1988)
- 25 novembre - Jacky Carr, allenatore di calcio e calciatore inglese († 1942)
- 25 novembre - Otto Harder, calciatore tedesco († 1956)
- 25 novembre - Ted Hufton, calciatore inglese († 1967)
- 26 novembre - Charles Brackett, sceneggiatore e produttore cinematografico statunitense († 1969)
- 26 novembre - Margaret Craske, ballerina, coreografa e insegnante britannica († 1990)
- 26 novembre - Joe Guyon, giocatore di football americano statunitense († 1971)
- 26 novembre - Mike McTigue, pugile statunitense († 1966)
- 26 novembre - Gaetano Pirrone, politico italiano († 1971)
- 27 novembre - Oleg Konstantinovič Romanov, principe russo († 1914)
- 28 novembre - Anna Bonacci, commediografa italiana († 1981)
- 28 novembre - Ugo Camozzo, arcivescovo cattolico italiano († 1977)
- 28 novembre - Manlio Feruglio, militare italiano († 1917)
- 29 novembre - Luigi Russo, critico letterario e storico della letteratura italiano († 1961)
- 30 novembre - Tótila Albert Schneider, artista e filosofo cileno († 1967)

## Dicembre(115)
- 1º dicembre - Walter Bathe, nuotatore tedesco († 1959)
- 1º dicembre - Otho Lovering, montatore e regista statunitense († 1968)
- 1º dicembre - Eemil Luukka, politico finlandese († 1970)
- 1º dicembre - Cezar Petrescu, scrittore, giornalista e traduttore rumeno († 1961)
- 1º dicembre - Felix Pollaczek, matematico austriaco († 1981)
- 2 dicembre - Arvo Aaltonen, nuotatore finlandese († 1949)
- 2 dicembre - John G. Blystone, regista statunitense († 1938)
- 2 dicembre - Thorvald Eigenbrod, hockeista su prato danese († 1977)
- 2 dicembre - Ezio Ercoli, pittore italiano († 1969)
- 2 dicembre - Alexander Kerr, esploratore, ingegnere e militare britannico († 1964)
- 2 dicembre - Robert Pražák, ginnasta cecoslovacco († 1966)
- 3 dicembre - Guido Bonaccini, politico italiano
- 3 dicembre - Kiyotake Kawaguchi, militare giapponese († 1961)
- 4 dicembre - Per Bertilsson, ginnasta svedese († 1972)
- 4 dicembre - Francisco Franco, generale e politico spagnolo († 1975)
- 4 dicembre - Liu Bocheng, generale e politico cinese († 1986)
- 5 dicembre - Giulio Agostini, politico italiano († 1978)
- 5 dicembre - Per Haraldsen, calciatore norvegese († 1928)
- 5 dicembre - Achille Lauro, militare italiano († 1941)
- 5 dicembre - Alessandro Trabucchi, militare italiano († 1982)
- 5 dicembre - Friedrich Wiese, generale tedesco († 1975)
- 6 dicembre - Lina Carstens, attrice e doppiatrice tedesca († 1978)
- 6 dicembre - Eligio Giacopini, militare italiano († 1940)
- 6 dicembre - George Mountbatten, nobile inglese († 1938)
- 6 dicembre - Osbert Sitwell, scrittore britannico († 1969)
- 7 dicembre - Maria Luisa Boncompagni, conduttrice radiofonica italiana († 1982)
- 7 dicembre - Stuart Davis, pittore statunitense († 1964)
- 7 dicembre - Max Ehrlich, attore, sceneggiatore e comico tedesco († 1944)
- 7 dicembre - Albert Holness, esploratore britannico († 1924)
- 7 dicembre - Hugo Lundevall, nuotatore svedese († 1949)
- 7 dicembre - Raymond McKee, attore, musicista e paroliere statunitense († 1984)
- 7 dicembre - Olena Stepaniv, militare e economista ucraina († 1963)
- 8 dicembre - Herbert John Louis Hinkler, pioniere dell'aviazione e inventore australiano († 1933)
- 8 dicembre - Carmine Iorio, militare italiano († 1928)
- 8 dicembre - Marcus Lee Hansen, storico statunitense († 1938)
- 8 dicembre - Aleksandr Aleksandrovič Osmёrkin, pittore russo († 1953)
- 9 dicembre - Beatrice Harrison, violoncellista britannica († 1965)
- 9 dicembre - Ferenc Kónya, allenatore di calcio e calciatore ungherese († 1977)
- 9 dicembre - Ludomił Rayski, generale e aviatore polacco († 1977)
- 10 dicembre - Ettore Desderi, compositore italiano († 1974)
- 10 dicembre - Michele Mancuso, scrittore italiano († 1949)
- 10 dicembre - Marija Petković, religiosa croata († 1966)
- 10 dicembre - Arnaldo Sertoli, politico e sindacalista italiano († 1981)
- 11 dicembre - Giacomo Lauri-Volpi, tenore italiano († 1979)
- 11 dicembre - Edil Rosenqvist, lottatore finlandese († 1973)
- 12 dicembre - George Cooper, attore statunitense († 1943)
- 12 dicembre - Liesl Karlstadt, cabarettista e attrice tedesca († 1960)
- 12 dicembre - Milko Kos, storico sloveno († 1972)
- 12 dicembre - Luigi Razza, giornalista, sindacalista e politico italiano († 1935)
- 12 dicembre - Joseph Suder, compositore e direttore d'orchestra tedesco († 1980)
- 13 dicembre - Jacopo Lombardini, insegnante e predicatore italiano († 1945)
- 13 dicembre - Georg Østerholt, saltatore con gli sci norvegese († 1982)
- 14 dicembre - Anton Hegarty, mezzofondista britannico († 1944)
- 14 dicembre - Jimmy McColl, calciatore scozzese († 1978)
- 14 dicembre - Guglielmina Setti, critica cinematografica italiana († 1977)
- 15 dicembre - Parsifal Bassi, attore e regista italiano († 1960)
- 15 dicembre - Byeon Yeong-tae, politico sudcoreano († 1969)
- 15 dicembre - Jean Paul Getty, imprenditore, collezionista d'arte e filantropo statunitense († 1976)
- 15 dicembre - Mestre Irineu, religioso brasiliano († 1971)
- 16 dicembre - Sadasue Senda, generale giapponese († 1945)
- 17 dicembre - Sam Barry, allenatore di pallacanestro, allenatore di football americano e allenatore di baseball statunitense († 1950)
- 17 dicembre - Karel Nytl, calciatore cecoslovacco († 1958)
- 17 dicembre - Giuseppe Parodi, calciatore italiano († 1984)
- 17 dicembre - Giovanni Polvani, fisico italiano († 1970)
- 17 dicembre - Adriaan Joseph van Rossem, ornitologo statunitense († 1949)
- 18 dicembre - Noël Roquevert, attore francese († 1973)
- 18 dicembre - Jan Schindeler, calciatore olandese († 1963)
- 18 dicembre - Luigi Venerandi, carabiniere italiano († 1971)
- 19 dicembre - Gerald Nye, politico statunitense († 1971)
- 20 dicembre - Angelo Bianchi, geologo e mineralogista italiano († 1970)
- 20 dicembre - Winifred Bryson, attrice statunitense († 1987)
- 20 dicembre - Arthur Hauffe, generale tedesco († 1944)
- 21 dicembre - Guido Fantoni, fumettista italiano († 1957)
- 21 dicembre - Carlo Maria Franzero, scrittore e giornalista italiano († 1986)
- 21 dicembre - Walter Hagen, golfista statunitense († 1969)
- 21 dicembre - Lawrence Sperry, aviatore statunitense († 1923)
- 21 dicembre - Rebecca West, scrittrice britannica († 1983)
- 22 dicembre - Alboino De Iuliis, militare italiano († 1943)
- 22 dicembre - Peter Tatsuo Doi, cardinale e arcivescovo cattolico giapponese († 1970)
- 22 dicembre - Fausto Ghisalberti, critico letterario, filologo e medievista italiano († 1975)
- 22 dicembre - Hermann Noordung, ingegnere sloveno († 1929)
- 23 dicembre - Maria Gargani, religiosa italiana († 1973)
- 23 dicembre - Sarra Dmitrievna Lebedeva, scultrice sovietica († 1967)
- 23 dicembre - Franciszek Rogaczewski, presbitero polacco († 1940)
- 23 dicembre - Fredrik Vogt, ingegnere norvegese († 1970)
- 24 dicembre - Ruth Chatterton, attrice e sceneggiatrice statunitense († 1961)
- 24 dicembre - Dick Hodgson, pallanuotista britannico († 1968)
- 24 dicembre - Louis La Ravoire Morrow, vescovo cattolico statunitense († 1987)
- 24 dicembre - Angelo Camillo Maine, scultore italiano († 1969)
- 25 dicembre - Irene Lisboa, scrittrice, poetessa e pedagogista portoghese († 1958)
- 25 dicembre - Kostaq Cipo, giornalista, linguista e politico albanese († 1952)
- 26 dicembre - José Brachi, calciatore uruguaiano († 1967)
- 26 dicembre - Štefan Krčméry, poeta, critico letterario e traduttore slovacco († 1955)
- 26 dicembre - Leonid Ljubaševskij, attore e sceneggiatore sovietico († 1975)
- 26 dicembre - Leslie Walter Minter, calciatore inglese († 1979)
- 26 dicembre - Don Barclay, attore, artista e doppiatore statunitense († 1975)
- 27 dicembre - Carlo Curto, saggista, storico della letteratura e insegnante italiano († 1972)
- 27 dicembre - Albert S. D'Agostino, scenografo statunitense († 1970)
- 27 dicembre - Elvira de Hidalgo, soprano spagnola († 1980)
- 27 dicembre - Hans Jordan, generale tedesco († 1975)
- 27 dicembre - Dan Koloff, wrestler, artista marziale misto e lottatore bulgaro († 1940)
- 27 dicembre - Felix Labunski, compositore, pianista e docente statunitense († 1979)
- 27 dicembre - Frantz Magnussen, calciatore norvegese († 1963)
- 27 dicembre - Michail Dmitrievič Velikanov, militare sovietico († 1938)
- 28 dicembre - Álvaro de Aguilar, diplomatico spagnolo († 1974)
- 28 dicembre - Paul Pömpner, calciatore tedesco († 1934)
- 28 dicembre - Francesco Soldera, calciatore italiano († 1957)
- 29 dicembre - Aleksandr Aleksandrovič Archangel'skij, ingegnere aeronautico sovietico († 1978)
- 29 dicembre - Otto Jungtow, calciatore tedesco († 1959)
- 30 dicembre - John Litel, attore statunitense († 1972)
- 30 dicembre - Isabella Quaranta, attrice italiana († 1975)
- 30 dicembre - Letizia Quaranta, attrice italiana († 1977)
- 31 dicembre - Stanley Price, attore statunitense († 1955)
- 31 dicembre - Jason Robards Sr., attore statunitense († 1963)
- 31 dicembre - Mychajlo Semenko, poeta ucraino († 1937)

## Senza giorno specificato(88)
- Edgar Allen, medico statunitense († 1943)
- Henri Alméras, profumiere francese († 1965)
- Vincenzo Balocchi, fotografo italiano († 1975)
- Pëtr Dmitrievič Baranovskij, architetto e restauratore russo († 1984)
- Jani Basho, patriota, medico e militare albanese († 1957)
- Benedetto di Gerusalemme, vescovo ortodosso greco († 1980)
- Adolfo Bocchi, bobbista italiano
- Betty Brown, attrice statunitense († 1975)
- Letizia Caico, scrittrice italiana
- Maria Letizia Celli, attrice italiana († 1969)
- Kadmi Cohen, scrittore polacco († 1944)
- Giuseppe Colosi, biologo italiano († 1975)
- Charles Comte, calciatore, allenatore di calcio e giornalista svizzero († 1951)
- Luigi Corvaglia, filosofo e scrittore italiano († 1966)
- Wilhelm Credner, geografo tedesco († 1948)
- Juan de Cárcer, allenatore di calcio e calciatore spagnolo († 1962)
- Destà Damtù, militare etiope († 1937)
- Natal'ja Dan'ko, scultrice russa († 1942)
- Giovanni De Briganti, aviatore e militare italiano († 1937)
- Torcuato Di Tella, imprenditore, antifascista e filantropo italiano († 1948)
- Antonis Diamantidis, musicista, cantante e compositore greco († 1945)
- Juanninu Fadda, poeta italiano († 1981)
- Konstantin Aleksandrovič Fedin, scrittore sovietico († 1977)
- Giuseppe Figoni, imprenditore e designer italiano († 1978)
- Aleksandr Filippov, calciatore russo († 1962)
- Enrico Fonda, pittore italiano († 1929)
- Louis Forestier, direttore della fotografia francese († 1954)
- Mikkel Frandsen, chimico e fisico statunitense († 1981)
- Umberto Franzosi, pittore italiano († 1973)
- Rosina Galli, ballerina italiana († 1940)
- James Gammell, generale britannico († 1975)
- Achille Gavoglio, calciatore e pallanuotista italiano
- Aurelio Ghersi, ingegnere italiano († 1970)
- Carlo Girardi, calciatore italiano
- Harold Gresley, pittore inglese († 1967)
- Nikolaj Gromov, calciatore russo († 1943)
- Giorgio Hinna, pittore e incisore italiano († 1946)
- Paul Kaiser, calciatore svizzero († 1980)
- Dimitrios Kiousopoulos, magistrato greco († 1977)
- Timofej Ivanovič Kirpičnikov, rivoluzionario russo
- Adrienne Kroell, attrice statunitense († 1949)
- Kamilla Krušel'nickaja, religiosa russa († 1937)
- John A. Larson, psichiatra e inventore statunitense († 1983)
- Gheorghe Leonida, scultore rumeno († 1942)
- Liu Pao Ch'ün, artista marziale cinese († 1947)
- Luigi Manzoni, poeta e imprenditore italiano († 1979)
- David Samojlovič Mar'jan, regista cinematografico sovietico († 1937)
- Aleksandr Nikolaevič Martynov, calciatore russo († 1956)
- Mario Massai, giornalista, aviatore e militare italiano († 1939)
- Corrado Mastrocinque, matematico italiano († 1969)
- Luigi Melandri, illustratore, pittore e decoratore italiano († 1955)
- Antonio Menegazzo, pittore e illustratore italiano († 1974)
- Eloi Metullus, tiratore a segno haitiano
- Camillo Monetti, calciatore e militare italiano († 1919)
- Rinaldo Monicelli, ingegnere italiano († 1955)
- Katharine A. Morey, attivista statunitense
- Mark Mračnyj, scrittore sovietico († 1975)
- Mutaga Mbikije, re burundese († 1915)
- Ihsan Nuri, militare e politico curdo († 1976)
- Nazareno Padellaro, pedagogista, dirigente pubblico e scrittore italiano († 1980)
- Stepan Maksimovič Petričenko, rivoluzionario russo († 1947)
- Abuna Petros, vescovo cristiano orientale etiope († 1936)
- Giuseppe Pianezza, sindacalista e politico italiano († 1964)
- Silvio Pucci, pittore italiano († 1961)
- Hans Rademacher, matematico tedesco († 1969)
- Samuel Renshaw, psicologo statunitense († 1981)
- Walter Rethel, progettista, imprenditore e ingegnere aeronautico tedesco († 1977)
- Ramon Reventós, architetto spagnolo († 1976)
- Edmund Cecil Rhodes, statistico britannico († 1964)
- Irene Riboni, traduttrice e critica letteraria italiana († 1968)
- Willi Ruge, fotografo tedesco († 1961)
- Bortolo Sacchi, pittore italiano († 1978)
- Muhammad Sakizli, politico libico († 1976)
- Michail Smirnov, calciatore russo († 1957)
- Leo Sorteni, politico e ingegnere italiano († 1960)
- Cami Stone, fotografa belga († 1975)
- Alexandros Svolos, politico greco († 1956)
- John Tartamella, mafioso italiano († 1966)
- Muhammad Taymur, scrittore egiziano († 1921)
- Umberto Volpi, partigiano e militare italiano († 1943)
- Marija Marevna Vorob'ëv, pittrice russa († 1984)
- Josef Wilhelm, ginnasta svizzero († 1956)
- Lucille Young, attrice francese († 1934)
- Giulio Zanon, militare italiano († 1915)
- Leonid Zolkin, calciatore russo († 1958)
- Rashid Ali al-Kaylani, politico iracheno († 1965)
- Giuseppe de Blasio, giornalista italiano († 1979)
- Franco de Gironcoli, medico e poeta italiano († 1979)